# Jeunesse sportive de Kabylie
Pour les articles homonymes, voir JSK.
Maillots
Actualités
La Jeunesse sportive de Kabylie (en kabyle : Ilemẓiyen inaddalen n leqbayel, en caractères tifinaghs : ⵉⵍⵎⵥⵢⵏ ⵉⵏⴰⴷⴰⵍⵏ ⵏ ⵍⵇⵠⴰⵢⵍ, en arabe : شبيبة القبائل), couramment abrégée en JS Kabylie ou JSK, est un club omnisports algérien, Kabyle, fondé le 2 août 1946 et basé à Tizi-Ouzou en Kabylie, Algérie.
Créée pendant la période coloniale, la JSK évolue dès sa fondation en 1946 au sein de la Ligue d'Alger de Football Association (LAFA), laquelle organise des championnats annuels confrontant des clubs majoritairement composés de colons à des clubs majoritairement musulmans. Répondant à l'appel au boycott lancé par le Front de Libération National, la JS Kabylie cesse comme tous les autres clubs musulmans de participer aux compétitions coloniales en 1956.
Rapidement après l'indépendance de l'Algérie, le club parvient à accéder à l'élite du football national et intègre, en 1969, la Division 1. N'ayant jamais été reléguée de son histoire, la JS Kabylie a atteint une longévité record au sein du Championnat d'Algérie (57ème saison consécutive dans l'élite) où elle a eu tôt fait de s'imposer, remportant son premier titre dès la saison 1972-1973 et parvenant à le conserver l'année suivante.
Considéré comme le plus grand club de football d'Algérie, la JS Kabylie a accumulé de multiples trophées et son palmarès est le plus étoffé de tout le pays, tant sur le plan national (21 titres nationaux). Il s'agit d'un record qu'elle partage avec le CR Belouizdad.
Sacré champion d'Algérie à 14 reprises en 56 participations consécutives, elle est l'équipe la plus titrée dans cette compétition. Elle a remporté 5 fois la Coupe d'Algérie, parvenant même à réaliser le doublé Coupe-Championnat lors de ses premier et deuxième succès, en 1977 et 1986 et s'est adjugée une Supercoupe d'Algérie en 1992. Connaissant des performances en berne depuis une quinzaine d'année et son dernier sacre en championnat d'Algérie lors de la saison 2007-2008, la Coupe d'Algérie 2011, et, plus récemment, la Coupe de la Ligue 2021 sont les deux derniers titres qu'elle a remportés.
Sur la scène internationale, le palmarès de la JS Kabylie surpasse celui de tous ses rivaux algériens. Comptant parmi les clubs africains les plus couronnés dans les compétitions continentales, elle s'est distinguée par deux victoires en Ligue des champions de la CAF en 1981 et 1990. Elle décrocha ensuite la Coupe d'Afrique des vainqueurs de coupe lors de l'édition 1995 avant de réussir un triplé historique en soulevant la Coupe de la CAF trois fois d'affilée, lors des éditions 2000, 2001 et 2002 ainsi que la Supercoupe d'Afrique en 1982. En outre, elle a également disputé deux finales continentales sans les remporter (Supercoupe de la CAF 1996 et la  Coupe de la Confédération 2021).
Ce bilan aussi prolifique que complet (7 titres continentaux accumulés en l'espace de deux décennies dans tous les niveaux de compétition : C1, C2, C3 et Supercoupe) lui vaut d'être classée par la CAF au rang des dix meilleurs clubs africains du XXe siècle et d'être considérée par l'IFFHS comme l'un des meilleurs clubs africains du siècle précédent,.
Ce club dont la popularité s'étend bien au-delà des frontières de Tizi Ouzou est supporté avec ferveur dans toute la Kabylie. Son histoire et ses couleurs sont très présentes dans l'imaginaire populaire et le folklore kabyles. Elles participent d'une symbolique transcendant le domaine sportif et sont souvent revendiquées comme un marqueur identitaire de la cause berbère,.

## Histoire

### Les premiers balbutiements du club (1929-1946)
Dans les années 1920, les jeunes Kabyles qui s'adonnaient à la pratique du football dans les rues de la ville de Tizi-Ouzou avaient organisé un mini championnat inter quartier sous la houlette d'Ahmed Astouati. Chaque quartier de la ville haute (la ville indigène, taddart ou tribu) avait son équipe ; participaient à ce tournoi, les jeunes des quartiers d'Aïn Hallouf, Tazegourt, Ihammoutène, Zellal et Tabnahlit. C'est de ces quartiers que sortira un groupe de jeunes qui aspirait à la création d'un club de football différent de l'Olympique de Tizi-Ouzou, club créé par les Européens d'Algérie. Ces jeunes formèrent une sélection de quartier composée des frères Mesbahi Saïd et Ramdane, des frères Sebti Samir et Sofiane et frères Rafaï Mohamed et Hocine, Harchaoui Omar, Zemirli Saïd, Souibes Rabah, Loukab Mohamed, Mekacher Amar, Boussad Ouamar, Mammar Mohamed, des cousins Hammoutène Abderezak et Mohamed, Belhadj Khelifa, Chabaraka Ahmed, Assas Hocine, regroupés autour de leur doyen Chikhaoui Mohamed Seghir alors âgé de vingt ans, pour créer une société sportive afin de participer à un championnat officiel.

#### Le Rapid Club de Tizi-Ouzou (1929-1932)

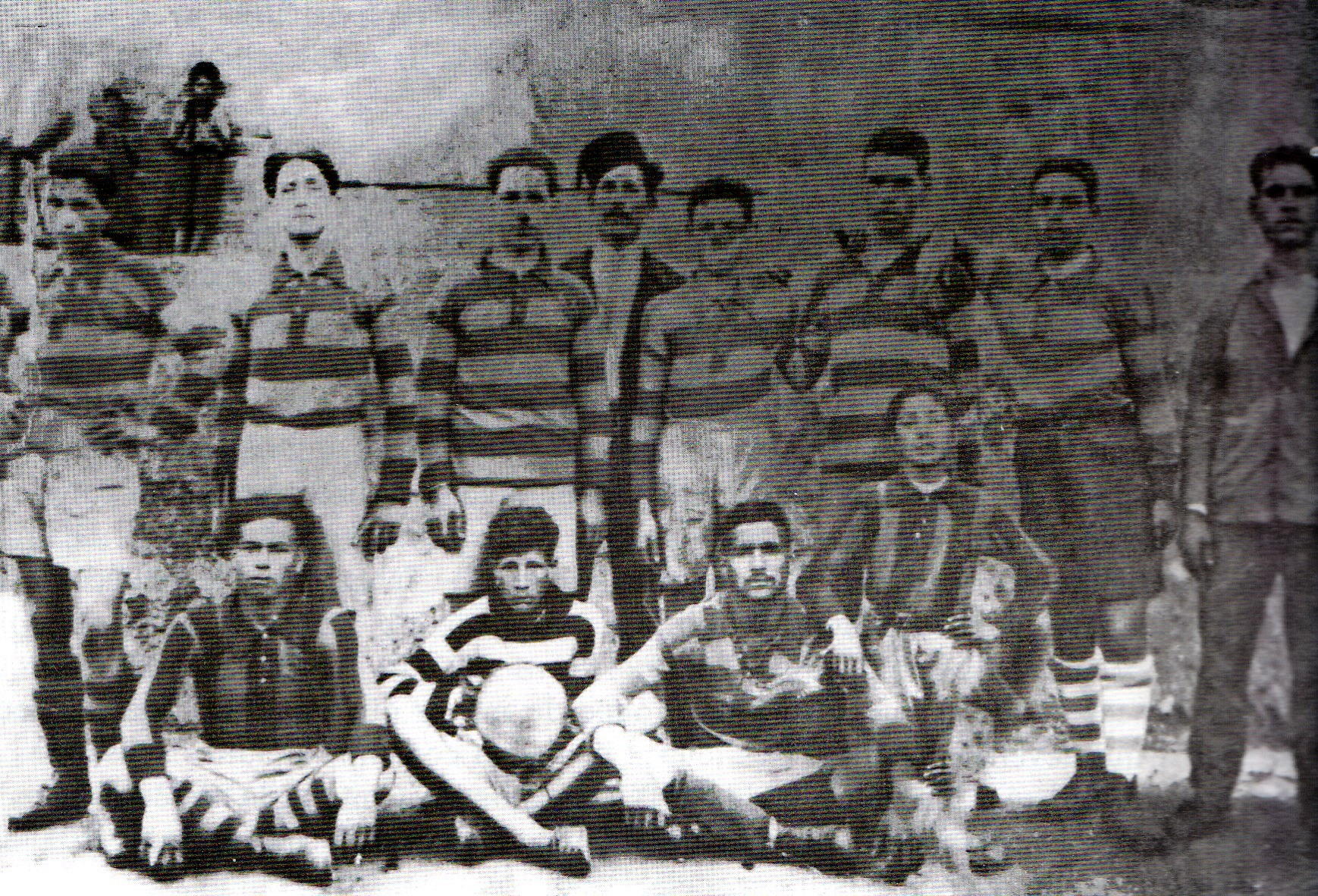
Équipe du Rapid Club de Tizi-Ouzou en 1929.
De Gauche à Droite :
Debout Belhadj Kh. - Tchabaraka A. - Chikhaoui M.S. - Nouri M.S. - Zemirli S.O. - Mekacher R. - Mesbahi R. - Harchaoui O.
Assis Gacem A. - Rafaï H. - Loukab M. - Hammoutène M.

Dès le début de l'année 1929 et après moult difficultés, les jeunes kabyles qui s'étaient regroupés pour former une association sportive, parvinrent à finaliser et déposer leur statut. La société sportive dénommée Rapid Club de Tizi-Ouzou était née, le nom de l'association était emprunté au club autrichien du Rapid Vienne, ainsi que ses couleurs : vert et blanc. La déclaration de l'association apparaît également dans le JORF. Pour les Frais d'engagements au championnat de la saison 1929-1930 et l'achat d'équipement, chaque sociétaire ramenena son propre équipement (souliers, bas, short). Pour ce qui est des maillots et des frais, ils furent l'objet d'une quête auprès de leurs parents, alliés et amis et chez certains notables du village. Le ballon de football fut acheté et offert gracieusement par Chikhaoui Mohamed Seghir, capitaine de l'équipe.
La première saison fut très difficile non pas du point de vue des résultats sportifs mais du point de vue financier. L'argent manquait cruellement, c'est alors que conscient qu'ils ne pouvaient pas s'en sortir seuls ; ils prirent contact avec des personnalités de la ville à même de leur apporter une aide financière et une représentativité auprès de l'administration pour avoir une éventuelle subvention et certaines facilités d'accès au stade municipal pour les entraînements. C'est ainsi qu'ils confièrent leur association à Nouri Mohamed Saïd;nj élu président et à Derridj Idir et Kezzoul Ahmed chargés des finances et de l'administration. Les fonctions d'assesseur sont occupées par les joueurs eux-mêmes chargés notamment du matériel et de l'organisation. Belhadj Khelifa et Chikhaoui Mohamed Seghir sont chargés du volet technique (entraîneurs).
La saison 1930-1931 fut pleine de promesses, les résultats sportifs étaient encourageants ; les jeunes et l'association commençaient à faire parler d'eux dans la région. Ce début de notoriété suscita quelques interrogations chez les dirigeants de l'OTO qui ne tardèrent pas à se manifester, durant la saison 1931-1932. Ils approchèrent les dirigeants du RCTO afin de les intégrer dans les rangs de l'OTO tout en manifestant de l'intérêt pour certains joueurs. Finalement ne pouvant plus s'assumer avec leurs moyens dérisoires, les jeunes du Rapid ne purent assurer l'entame de la saison 1932-1933 et durent déclarer forfait et dissoudre leur société sportive. Devant l'insistance et les menaces des dirigeants de l'OTO et de certains élus locaux, certains joueurs rejoignirent l'OTO, d'autres la JSII, tandis que d'autres encore mirent fin à leur aventure.

#### La tentative de Sidi Saïd Hanafi (1942-1943)

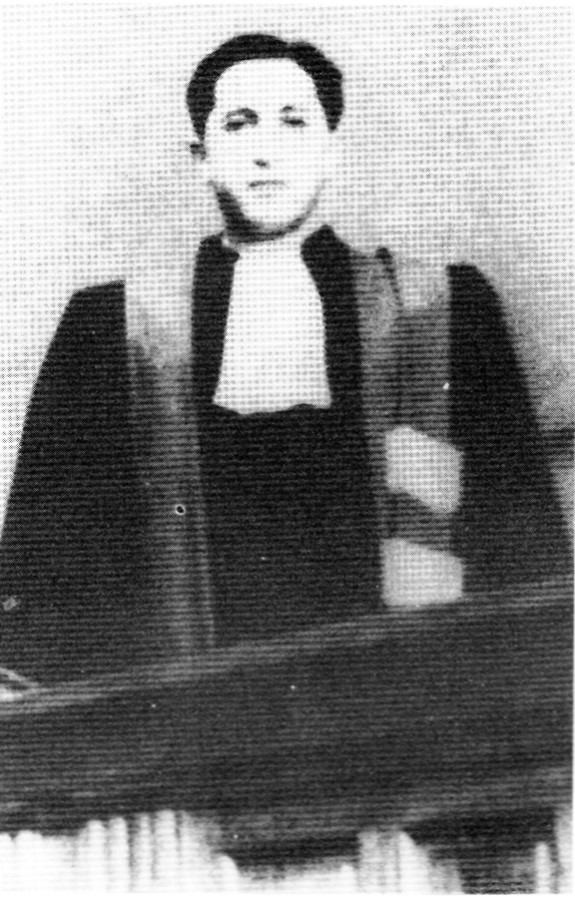
Sidi Said Hanafi (1916-1943).

Il fallut attendre dix ans après la dissolution du Rapid Club de Tizi-Ouzou pour que l'on reparle de la création d'un club de football « indigène » dans la ville de Tizi-Ouzou, et ce, à la suite de l'installation de Maître Sidi Saïd Hanafi, avocat d'affaires criminelles, à la rue Saint-Eustache en 1942. Sa rencontre avec quelques personnalités nationalistes qui se regroupaient chez le libraire Keddache Youcef, permit de relancer le projet de création d'une société sportive, dénommée Association sportive de Kabylie (ASK) représentant toute la région en remplacement de l'ancienne société du Rapid qui avait manqué de soutien de ses dirigeants. L'idée commença à prendre forme et Sidi Saïd Hanafi fut chargé d'entamer la procédure de création de la société sportive par la préparation des statuts et la constitution d'un dossier d'agrément. Des anciens joueurs du Rapid et de l'OTO ont été approchés pour faire partie de la nouvelle société, mais à la suite de la mort de Sidi Hanafi en juillet 1943, le projet s'arrêta.
Le projet fut repris par un groupe d'anciens joueurs de l'Olympique de Tizi-Ouzou, qui tentèrent d'achever les dispositions d'affiliation.
Les massacres de Sétif, Guelma et Kherrata mirent en péril ce projet : moins d'une semaine après, le 14 mai 1945, un arrêté fut promulgué dans lequel une interdiction à tout musulman de créer une association et de se réunir est imposée. En effet, des militants nationalistes de la CARNA avaient infiltré les différentes associations culturelles et sportives pour promouvoir l'idée d’indépendance, à la suite des événements survenus à Sétif. La crainte fut alors qu'il serait aussitôt assimilé à un complot visant la sûreté de l’État. Finalement, afin de calmer les esprits, le 20 janvier 1946 l'interdiction faite aux musulmans de créer des associations fut levée : par ce geste l'administration française tenta de ramener l'ordre et d'apaiser les tensions au sein du pays.

#### La création de la Jeunesse sportive de Kabylie (1946)
Durant l'année 1946, la section syndicale de la CGT de Tizi Ouzou lance le projet de la création d'un club de football dans le cadre corporatif. Parallèlement à cette initiative, quelques jeunes « indigènes » de la même localité pratiquant ce sport et intéressés par le projet, sautent sur l'occasion afin d’accélérer le processus. Des contacts sont très vite noués et quelques réunions sont ainsi organisées au siège de la CGT, présidé par Hamouda Abbas avec le parrainage de Saadi Ouakli, ancien directeur d'école à la retraite et président des anciens combattants de l'arrondissement. Celui-ci, fort connu et respecté par les autorités coloniales, est souvent appelé pour présider des réunions de conciliations ou des réunions de la société civile de droite ou de gauche. Les autorités coloniales ne prêtèrent pas trop d'intérêts à ces regroupements à but syndical et la création d'une équipe de football dans le cadre corporatif ne risquait aucun désagrément.
À l'issue de la dernière réunion tenue au siège de la CGT ayant pour but de finaliser le projet par la préparation des statuts avec la constitution de la première assemblée générale du club, une remise en cause de l'objectif de la création de la nouvelle société sportive divisa les responsables et les jeunes. En effet, ces derniers proposèrent plutôt l'affiliation de la future société à la FFFA au lieu d'en faire une équipe corporative. Cette divergence entraîna la colère d'Abbas qui menaça de se retirer et par la même de priver la domiciliation de la future association sportive ainsi que les éléments de la CGT. Néanmoins, après un ultime débat, il convia l'ensemble des acteurs présents à finaliser la préparation de constitution de la société sportive et de laisser aux membres de l'assemblée le choix de l'objectif.
La séance est présidée par Abbas Hamouda, membre de la CGT.
Étaient présents :
- les membres de la CGT : Abbas Hamouda, Hamoutène Rabah, Oumerzouk Mohamed, Saadi Ouakli ;
- les membres de la société civile: Mohamed Seghir dit Dris, Rezki Bournane dit Diouani, Mohamed Saïd Nouri, Khelifa Belhadj, Ali Benslama, Boualem Iratni, Ramdane Kara, Amar Berdjani, Saïd Amirouche, Saïd Zemirli, Rezki Belhocine, Saïd Tabti, Meziane Aouchiche, Saïd Cherdioui, Mohamed Hamouche, Dahmane Khelfi, Rezki Zeggaoui, Akli Mezbout, Saïd Hassoun, Mohamed Saheb, Mohamed Amirouche, Mohamed Rafaï, Hocine Rafaï, Saïd Mesbahi, Ramdane Mesbahi, Omar Harchaoui, Lounès Harchaoui, Ali Stambouli, Ali Bouzar.

À la veille du mois de ramadan de l'année 1946, c'est au café nommé « La Jeunesse Sportive » situé rue de l'ancienne poste tenu par Mohamed Seghir Baïlèche dit Dris et Rezki Bournane dit Diouni, que les invitations des membres de l'assemblée générale constitutive ont été regroupées et distribuées par Saïd Amirouche, Ali Benslama, Boualem Iratni et Ali Stambouli. Le lundi 29 juillet 1946 coïncidant avec le début du ramadan, la majorité des personnes invitées se présentèrent au rendez-vous au siège de la CGT malgré quelques absents excusés car retenus par des obligations professionnelles ou familiales.
Après un débat, les membres présents se sont mis d'accord pour la création d'une société civile omnisports dans le cadre civil représentant la jeunesse de Kabylie. Ainsi l'association sportive porterait le nom de Jeunesse Sportive de Kabylie (JSK) après avoir rejeté ceux de « Association Sportive de Kabylie » et de « Union Sportive Musulmane de Tizi-Ouzou », et les couleurs retenues sont le vert et le rouge. L'affiliation se ferait à la FFFA dans le cadre civil et deux équipes (senior et réserve) seraient engagées en compétitions.
Parmi les membres de la CGT présents à cette réunion, Hamouda Abbas qui souhaitait faire du club une société sportive à but corporative et donc une affiliation à la FSGT, signifia son désaccord et le retrait de son institution. Ceci eut pour conséquence le refus de domiciliation de la nouvelle société sportive au siège de la CGT. Mohamed Seghir Baïleche proposa son local commercial pour abriter le siège de la nouvelle association en attendant de trouver mieux, et c'est ainsi que le « Café de la Jeunesse » servit de regroupement à la JSK. Quelques jours plus tard, le 2 août 1946, le club est officiellement fondé en tant qu'association dont la décision est publiée dans l'édition no 196 du Journal officiel de la République française paru le 22 août 1946 à la page 7348 ; ainsi qu'à la FFFA sous le numéro 8153.
L'année 1946 vit donc les débuts du club en compétition à Tizi Ouzou au stade Arsène Weinmann, qui débuta dans un contexte particulier car il s'agissait de la première saison depuis la fin de la Seconde Guerre mondiale, après des années de critériums régionaux.

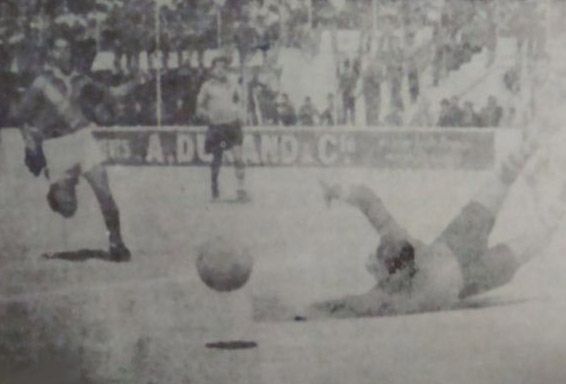
1er et unique but de la JS Kabylie lors du dernier match perdu 1-4 en promotion honneur face à l'OMSE
Image tirée du journal sportif disparu Champion.

### Les débuts en Ligue d'Alger de football (1946-1955)
La saison 1946-1947 est une saison charnière : elle marque la fin des critériums de guerre pour un retour à la normale, mais aussi de l'entrée en lice de la JSK en compétition sportive. Le Bureau de la Ligue d’Algérie, lors d’une réunion en août 1946, décide  de reprendre l’organisation générale des compétitions en prenant en compte l’arrivée de nouveaux clubs comme la JSK. Le championnat régional est réformé pour proposer dix clubs en Division Honneur, dix-huit clubs en Première Division et seize clubs de Deuxième Division. La  Troisième Division regroupe tous les autres clubs.
La JSK, nouvelle affiliée à la FFFA intègre la troisième division de la Ligue d’Alger le septième niveau en Algérie. Lors de sa première saison d’existence, le club finit 3e de son championnat, ce qui lui permet de monter en deuxième division de la ligue d'Alger. La deuxième saison permet au club de sécuriser sa place. La saison suivante, la JSK assure son maintien.
En 1948-1949, le club parvient à gagner son groupe et se qualifie ainsi pour les barrages inter-groupes afin d'accéder en deuxième division. Qualifié en compagnie du Widad Adabi Boufarik, du GS Hydra et de l'OM Saint-Eugénois, la JSK doit éviter la dernière place de cette poule afin de monter en première division d'Alger. En perdant à chacun de ses trois matchs, la JSK n'accède pas à l'échelon supérieur et reste donc en seconde division d'Alger.
La saison suivante, le club s'adjuge encore le titre de champion de groupe qui lui permet d'arriver au même stade que la saison passée. Cette fois-ci le club finit premier de sa poule (1 victoire et 1 nul) et est sacré champion. La JSK accède donc en division une. La première saison en 1re division de la Ligue d'Alger se conclue par une deuxième place en championnat, ce qui permet au club de disputer des barrages de montée qui sont finalement infructueux. La montée en division pré-honneur n’est obtenue qu’au terme de la saison 1953-1954.

### Retrait de la JSK de toutes les compétitions sportives (1955-1962)
La guerre d'indépendance de l'Algérie entraîne l'interruption de toutes les compétitions sportives. Le 13 mai 1956, à la demande du FLN, toutes les associations algériennes cessent de participer aux compétitions officielles des 3 ligues régionales : la JSK arrête ses activités. Durant le gel des activités sportives prôné par le FLN entre 1956 et 1962, la JSK rentre en veilleuse jusqu'à l'indépendance en 1962.

#### La JSK partie prenant de la lutte pour l'indépendance de l'Algérie: les (martyrs) du club (1956-1962)
Plusieurs joueurs de la JSK sont morts durant la Guerre d'Algérie. À partir de la saison 1956-1957 tous les clubs musulmans mettent en sommeil leurs associations et gèlent leur participation aux différents championnats qui se déroulaient sur l'ensemble du territoire algérien. En cette fin d'année 1956, la guerre est partout et la JSK comme tous les clubs musulmans ne reprendront pas part aux différents championnats pour la saison 1956-1957 ni les suivantes. Tous ont mis en sommeil leurs sociétés sportives en déclarant forfait général. Seuls les clubs coloniaux (européens) participèrent aux championnats.
À Tizi-Ouzou, l'olympique reprend ses activités, quelques éléments musulmans arrêtent leurs activités et rejoignent les rangs de l'organisation FLN et de sa branche armée l'ALN au même titre que certains joueurs de la JSK.
Beaucoup de membres de la JSK :  dirigeants, joueurs et supporters étaient des militants du Front de Libération National à l'image du secrétaire général, Mohamed Baïlèche, qui était responsable politico-militaire de Tizi-Ouzou. Plusieurs d'entre eux rejoindront les rangs de l'Armée de Libération Nationale pour l'indépendance de l'Algérie. Beaucoup d'entre eux mourront au combat, les uns les armes à la main, d'autres sous la torture, ou sous la guillotine.

### La retour à la compétition (1962-1963)
Au lendemain de l'indépendance en Algérie, les associations sportives reprennent le chemin des terrains où plusieurs tournois amicaux sont organisés en vue de préparer la reprise des compétitions. Le 16 septembre 1962, les représentants des ligues régionales (Oran, Alger et Constantine) se réunissent au siège de la ligue d'Alger pour débattre du lancement et de l'organisation des compétitions de football à travers le territoire national, en attendant l'installation d'une fédération nationale. Ils se mettent d'accord pour lancer un premier championnat de grande envergure, où chaque ligue organise son championnat regroupant tous les clubs algériens existants. Ceux qui ont évolué durant l'époque coloniale dans les quatre premiers niveaux (Division Honneur, Promotion Honneur, 1re division et 2e division) forment le Critérium Honneur ; tous les autres ainsi que les nouveaux clubs affiliés forment le Critérium Régional, sorte de deuxième niveau, dans le but de créer une hiérarchisation du football. La JSK appartenant à la région centre, dont le football est régi par la Ligue d'Alger, dispute donc le Critérium Honneur de la région centre lors de la saison 1962-1963.
Le tirage au sort place la JSK dans le groupe I de cette région en compagnie de neuf autres clubs, où seul le premier a l'occasion de disputer le tournoi final de la région (avec les vainqueurs des autres groupes) puis éventuellement le tournoi national s'il se qualifie. La JSK termine finalement la saison à la deuxième place du groupe I, bien qu'ex æquo derrière le MC Alger à la différence de but, à la suite d'un parcours honorable dont elle fut championne d'hiver. Ce dernier dispute le tournoi régional et s'incline face à l'USM Alger. Le tournoi national final ayant lieu à Alger, le vainqueur de la région centre et son dauphin sont donc tous deux qualifiés. Finalement, on retrouve les deux représentants de la région centre en finale de la compétition et c'est une nouvelle fois l'USMA qui s'impose face au MCA, faisant d'elle le premier champion d'Algérie de football.
En coupe d'Algérie de football, dont c'est également la première édition, la victoire finale va à l'ES Sétif qui s'impose deux buts à zéro face à l'ES Mostaganem. La JSK, quant à elle, s’arrête au quatrième tour de la compétition face au Stade Guyotville, défaite par la règle du premier but inscrit, alors que la rencontre s'était achevée sur le score nul de trois buts partout.

### Rajeunissement de l'effectif (1963-1964)

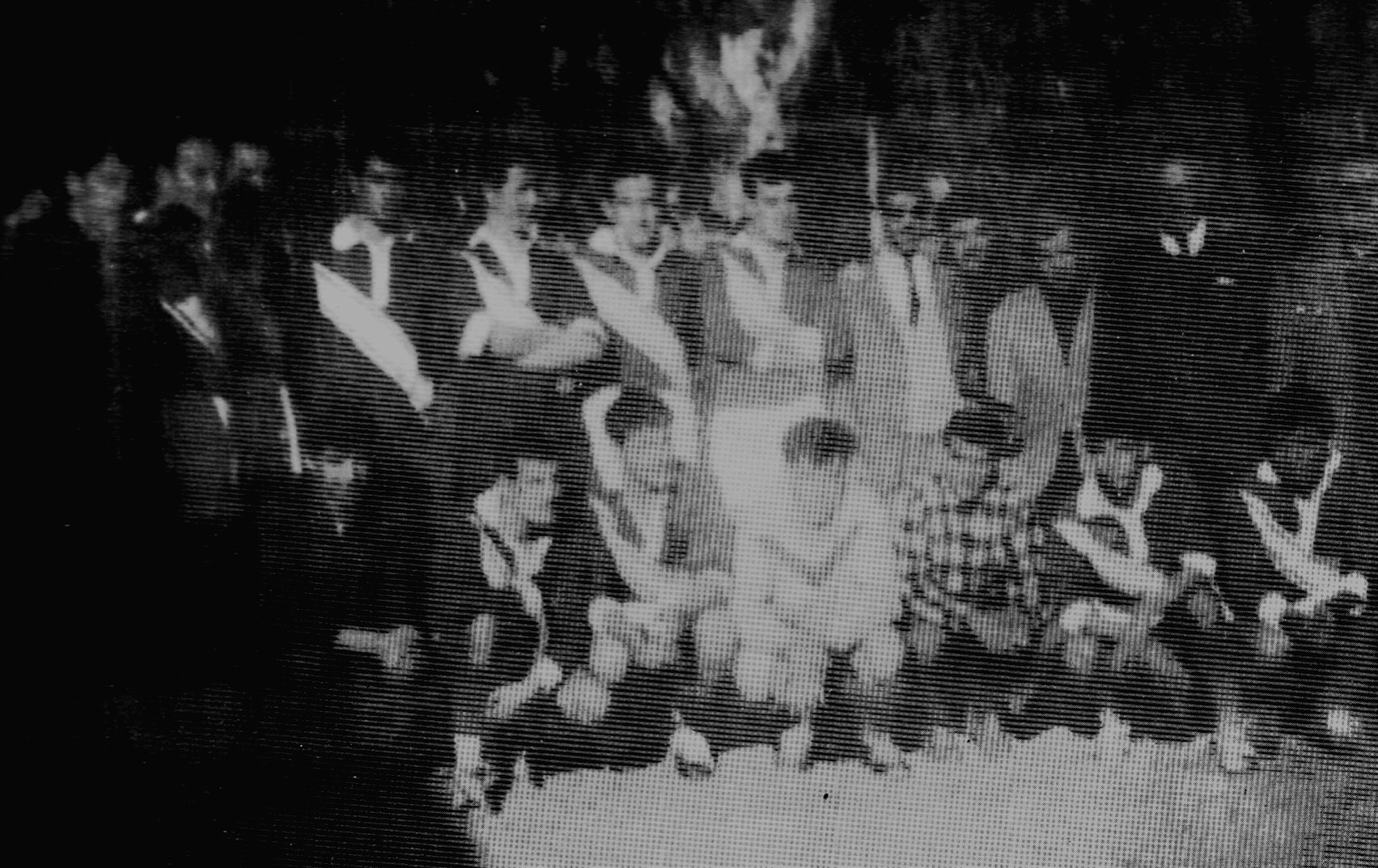
Équipe de la JSK 1963-1964
Debout : M.R Belhadj - S. Koufi - A. Haouchine - S. Karamani - R. Koufi - T. Abbès - A. Tamine - S. Hassoun - C. Abbas - A. Oulbani - S. Boukhalfi - M. Hammoutène (V.P)
Accroupis : R. Djezzar - F. Merad - D. Harouni - M. Lamari - H. Baïdi - M. Rafaï - Y. Ouahabi.

Après une première saison complexe sur le plan de l'organisation, le football algérien connait un changement majeur dans l'organisation de ses compétitions pour la saison 1963-1964. Celui-ci procède à l'instauration d'une nouvelle division appelée "Division Honneur" délaissant le système complexe des critériums régionaux. Une nouvelle hiérarchisation du football algérien apparaît, qui est alors composée de cinq niveaux que sont les championnats de la Division Honneur, de la Promotion Honneur, de la 1re division, de la 2e division et de la 3e division.
La détermination du groupe de la Division Honneur s'effectue en fonction des classements obtenus par les clubs dans les différents groupes lors de la phase de groupe de la saison précédente. Ainsi nous avons pour le groupe centre de la Division Honneur les premiers, deuxièmes et troisièmes de chacun des cinq groupes du Critérium Honneur de la saison passée, plus une équipe repêchée des barrages à l'issue d'un tournoi. La JSK ayant terminé deuxième de son groupe l'an passé est donc qualifiée pour disputer la compétition sous cette nouvelle formule. De plus le système du maintien et de la relégation tel qu’il avait été arrêté, va permettre pour cette deuxième saison, d’avoir un championnat en phase aller et retour constitué: d'un groupe de seize clubs pour la région centre, d'un groupe de dix-sept clubs pour la région ouest et de deux groupes de huit clubs chacun pour la région Est qui est chargé de l'organisation du tournoi final. Au terme de la compétition les vainqueurs de chacun des quatre groupes (la région Est ayant deux groupes), s'affrontent pour le titre de champion d'Algérie de football, qui a lieu à Constantine.
Les dirigeants de la JSK font appel à une ancienne gloire du club, Hassoun Saïd pour succèder à Hassan Hammoutène et reprendre les rênes de l'équipe. Celui-ci prône la politique du rajeunissement de l'effectif et intègre les ex-juniors du club que sont Djaffar Harouni, Ferhat Merad, Smaïl Karamani et Aziz Tamine. D'autres joueurs venus d'ailleurs que sont: Rabah Ziane, Ramdane Djezzar et Yahia Ouahabi, complètent les arrivées dans l'effectif. Cette jeunesse inexpérimentée, démarre timidement la saison et enregistre trois nuls et une défaite pour ses quatre premiers matchs de la saison. À la fin de la phase aller, le premier bilan est mitigé puisque la JSK se retrouve à la onzième place du classement avec six nuls, cinq défaites et seulement quatre victoires. La phase retour est nettement meilleur, l'équipe joue mieux et comptabilise cette fois-ci, six victoires, cinq nuls et quatre défaites. Elle se permet même d'accrocher à son tableau de chasse une victoire de prestige face au champion d'Algérie en titre l'USMA et une autre face à un sérieux prétendant au titre le NAHD, sacré par la suite vainqueur du groupe Centre. Finalement les jeunes joueurs de la JSK parviennent à se maintenir au milieu du classement et terminent la saison à la huitième place, de quoi espérer mieux pour l'avenir. Le NA Hussein Dey premier au classement représente la région centre au tournoi national mais est vaincu en finale par l'USM Annaba sur le score d'un but à zéro, succédant ainsi à l'USM Alger. En coupe d'Algérie, l'ES Sétif récidive et conserve le trophée en s'imposant en finale face au MO Constantine sur le score de deux buts à un. Quant à la JSK, son parcours s'arrête au même stade que l'an passé, c'est-à-dire au quatrième tour de la compétition vaincue un but à zéro par l'ESM Alger.

### Apprentissage et développement du club (1964-1965)
La saison 1964-1965 voit apparaître un nouveau système de compétition avec la création de la Division Nationale. Après deux premières saisons de championnats régionaux suivit d'un tournoi national final, les dirigeants du football algérien décidèrent de la création d'une élite nationale regroupant les quatre premiers au classement des groupes Centre et Ouest de la Division Honneur lors de la saison 1963-1964 et les deux premiers de chacun des deux groupes Est. À cela s'ajoute des barrages de promotion pour les équipes ayant terminé cinquième dans les groupes Centre et Ouest et troisième et quatrième dans les deux groupes Est, donnant en tout un total de seize équipes pour composer l'élite. La JSK ayant terminé la saison passée à la huitième place du classement ne peut prétendre intégrer l'élite pour cette saison. Elle reste en Division Honneur qui devient alors le deuxième niveau dans la nouvelle hiérarchisation du football algérien. L'entraîneur Hassoun Saïd ne reprend pas la direction technique du club cette saison pour reprendre sa place de dirigeant et suivre la progression de l'équipe. Celui qui prit la responsabilité de faire confiance aux jeunes du club cède sa place au nouvel entraîneur hongrois Guela Leneïr que la direction du club est allée chercher pour encadrer cette nouvelle génération.
Ce dernier importe une innovation européenne dans la conception et l'organisation des entraînements. Il fit construire un mur sur lequel sont tracés des carrés pour améliorer la précision des passes et des tirs au but, et avant de démarrer les entraînements il enfonce des pieux sur la ligne de touche permettant aux joueurs de faire des slaloms avec ou sans ballons. Ces nouveaux changements ne tardent pas à montrer des résultats probants puisque les jeunes de la JSK terminent la phase aller du championnat de la Division Honneur à la première place avec dix victoires pour deux nuls et une seule défaite. Malheureusement lors de la phase retour, bien que les résultats de la JSK demeurent corrects, celle-ci dégringole à la troisième place du classement à la suite de sa défaite deux buts à zéro contre le WAB, place qu'elle ne quitta plus jusqu'à la fin de la saison. Le RCK est finalement sacré champion de la Division Honneur pour la région Centre et accède en Division Nationale; suivent au classement l'OMR deuxième du classement à un point du leader, et la JSK troisième à cinq points. En coupe d'Algérie, elle s'arrête au cinquième tour de la compétition en s'inclinant lourdement quatre buts à un face au CR Belcourt, dans une édition qui a vu le MC Saïda vainqueur du trophée en finale face à l'ES Mostaganem qui lui s'incline pour la deuxième fois à ce stade de la compétition.

### Confirmation des jeunes recrues (1965-1966)

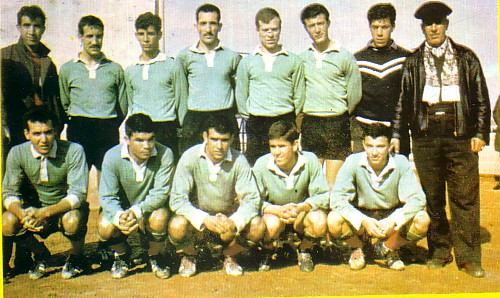
Équipe de la JSK lors de la saison 1965-1966
De Gauche à Droite :
Debout :Djezzar - Merad - Rafaï - Haouchine - Terzi - Harouni - Lamari - Boukhalfi
Assis :Tamine - Ouahabi - Karamani - Kolli - Khalfi.

Peu avant le début de la saison 1965-1966 le technicien hongrois Leïner qui avait apporté à l'équipe rigueur et discipline l'an passé décide de ne pas renouveler son contrat. Le président du club Hassan Hamoutène qui avait officié lors de la première saison poste indépendance en tant qu’entraîneur, reprend donc du service afin d'en assurer l'intérim. Durant la période des matchs amicaux la JS Kabylie est invitée à un tournoi organisé par l'OM Ruisseau qu'elle remporte. Pour cette saison, le groupe Centre de la Division Honneur est composé de l'OMR, champion déclassé de la saison passé au profit du RCK et viennent s'ajouter deux anciennes connaissances de la JSK, à savoir le MCA et l'USMA qui rétrogradent de la Nationale. La JSK commence la saison par trois nuls et deux victoires et termine la phase aller à la quatrième place du classement derrière l'USMA, le WAB et le MCA qui trustent les trois premières places du classement. Lors de la phase retour la JSK enregistre des résultats en dents de scie et ne s'impose jamais contre les trois premiers du classement; une défaite face au WAB sur le score de trois buts à un à l'occasion de la vingt-deuxième journée du championnat et une autre face à l'USMA sur le score de quatre buts à un à l'occasion de la vingt-septième journée. Elle réussit au mieux le partage des points à domicile contre le MCA, trois buts partout alors qu'elle menait trois buts à deux à une minute du terme du match. Finalement l'équipe termine la saison à la cinquième place du classement avec la satisfaction d'avoir su se maintenir dans un groupe très relevé de la Division Honneur. Pour l'histoire l'USMA et le MCA qui finissent aux deux premières places n'accèdent pas en Division Nationale mais dans un nouvel échelon du football algérien la Nationale II. En coupe d'Algérie, le CR Belcourt remporte le trophée pour la première fois face au RC Kouba, édition qui vit la JS Kabylie s'incliner au stade des trente-deuxièmes de finale face à sa bête noire le WA Boufarik sur le score de deux buts à zéro.

### Sous la direction de Abderrahmane Defnoun (1966-1967)
En 1966, le football algérien fait sa mue et connait une nouvelle hiérarchisation de son élite avec la création d'un palier inférieur à la Division Nationale, appelée Nationale II. Celle-ci est composée des deux premiers de chacun des groupes de la Division Honneur plus les quatre équipes reléguées de la Division Nationale l'an passé. La JSK ayant terminé l'exercice précédent à la cinquième place du classement ne peut prétendre en faire partie et reste une nouvelle fois dans le groupe Centre de la Division Honneur qui devient alors le troisième niveau dans la nouvelle hiérarchisation du football algérien. De nouveaux dirigeants intègrent le comité directeur de la JSK qui comptent alors cinq sections sportives (Athlétisme, Basketball, Boxe, Football et maintenant Volley-ball). Omar Bouzar ancien joueur de l'Olympique de Tizi-Ouzou devient dirigeant de la section football de la JSK. Il va convaincre Abderrahmane Defnoun, l'ancien défenseur du SCO Angers et de l'Équipe du FLN de football, de quitter l'équipe du NAHD dont il était l'entraîneur, afin de prendre en charge celle de la JSK. Pour son premier match de la saison, le JSK se déplace sur le terrain du Hydra AC qui la défait sur le score de trois buts à zéro. Néanmoins des réserves sont déposées par le secrétaire de la JSK sur l'identité, la participation et la qualification des joueurs du HAC, réserves qui furent appuyées par des justifications et qui donnèrent le gain du match sur tapis vert par pénalité (trois buts à zéro) au profit de la JSK. La défaite sur le terrain ne va pas influer sur le moral des joueurs de la JSK qui vont enchaîner quatre victoires et trois nuls, les propulsant en tête du championnat suivit de près par le WAB et l'OMR. Lors de la sixième journée, la JSK reçoit le WAB, l'un de ses concurrents direct pour le titre mais la partie se solde sur le score nul de zéro partout. Il fallut attendre la neuvième journée de championnat pour voir la JSK perdre son premier match de la saison et en même temps son fauteuil de leader; se fut face à l'OMR sur le score de deux buts à un permettant au WAB de prendre les commandes du championnat. Au soir de la onzième journée et ce malgré une victoire d'un but à zéro chez le voisin de Bordj Menaïel, la JSBM, la JSK termine la phase: Aller, à la deuxième place derrière le WAB mais devant l'OMR.
La douzième journée du championnat qui est le premier de la phase retour, la JSK perd contre toute attente sur son terrain face AU HAC qui prend sa revanche sur le score d'un but à zéro. Il en sera de même lors de la journée suivante avec l'USMMC au Stade Lavigerie. La JSK est en crise et l'entraîneur est mis à l'index non pas à cause de ses choix mais parce qu'il se trouve loin de son groupe. En effet, Defnoun habite Alger et le va-et-vient régulier entre Alger et Tizi-Ouzou n'est pas fait pour souder et suivre son équipe. L'effectif finit par se ressaisir et le club enchaîne par la suite deux victoires et un nul, avant de se déplacer sur le terrain de sa bête noire, le WAB.
La partie débute sur un rythme engagé et soutenu, les premiers à se signaler sont les Kabyles qui grâce à un magnifique tir du pied gauche de Karamani permet à son club de mener au score à la douzième minute. Les boufarikois nivelle ensuite la marque, un dès leurs, bien qu'en position de hors-jeu, égalise donc car le but fut accordé par Aouissi, l'arbitre de la rencontre. Néanmoins juste avant la mi-temps les kabyles réagissent de nouveau, une frappe de Ouahabi accompagné par Kolli permet à la JSK de mener deux buts à un. Mais la rencontre fut inhabituellement longue car l'arbitre fit jouer les deux équipes durant cent cinq minutes. Le coup de sifflet final retentit soixante minutes plus tard alors que le ballon venait de rentrer dans les filets de la JSK, score final deux buts partout. À Boufarik c'est la folie, ce résultat permet au WA Boufarik de revenir à hauteur des Kabyles et de prétendre encore au titre.
À la suite de cette rencontre rocambolesque qui s'est soldée par un nul, suivront deux victoires sur le même score d'un but à zéro, dont le buteur n'est autre que Karamani qui marque respectivement face à l'AS Orléansville puis le WO Rouïba. Aux deux victoires succèdent deux défaites, l'une, sur le même score d'un but à zéro face à l'OM Ruisseau soit sa deuxième défaite de la saison face au même club, puis une, de trois buts à un face au MS Cherchell qui lui aura pris cinq points cette saison. La JSK terminera finalement la saison par une victoire face à la JS Bordj Menaiel, sur le score de trois buts à un, condamné à la relégation. Cette dernière victoire sera insuffisante, l'OM Ruisseau termine Champion du Groupe centre de la Division Honneur avec quatre points d'avance et accède seul en National II. Sa seule satisfaction fut de devancer au classement sa bête noire d'un point et ce malgré le résultat et le déroulement du match ayant compté pour la dix-septième journée du championnat.
En coupe d'Algérie, la JSK sera battue au stade des trente-deuxièmes de finale, par l'AS Orléansville à Mouzaia, dans une édition marquée par la victoire finale de l'ES Sétif, qui décrocha son troisième titre.

#### La JSK championne de Division Honneur (1967-1968)

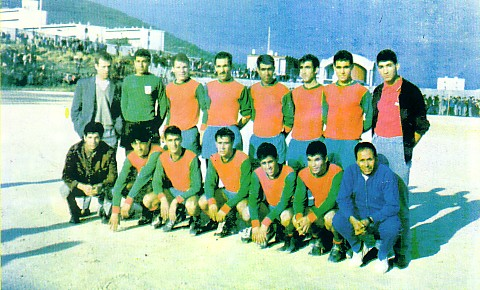
Équipe de la JSK qui accéda en National II, la photo fut prise le 12 mai 1968, lors du dernier match de championnat de la Division Honneur Centre contre le Hydra AC gagné 4-0

### À la conquête des premiers titres nationaux (1967-1977)

#### La JSK championne de Nationale II (1968-1969)
La JSK dispute donc le Nationale II en 1968-1969. Dès sa première saison, le club couronné du titre de champion accède à la première division du championnat d'Algérie durant la saison 1969-1970 et ceci en gagnant contre l'équipe de widad de Boufarik 2/1, pour ensuite ne plus la quitter jusqu'à aujourd'hui.

#### À la découverte de l'élite (1969-1970)
Pour sa première apparition en première division, la JSK réalise un parcours honorable en terminant à la sixième place.

#### Le passage éphémère de Abdelaziz Bentifour (1970-1971)
La JSK réalise une saison difficile en terminant à la septième place, marquée notamment par la mort de son entraîneur Abdelaziz Ben Tifour mais aussi du président de la Fédération algérienne de football, le docteur Mohand Amokrane Maouche.

#### La JSK championne de Nationale I (1972-1973)
Lors de la saison 1972-1973, pour sa 4e saison dans l'élite, la JSK gagne son premier titre de champion d'Algérie. Le club est ensuite renommé Jamiat Sari' Kawkabi par le président de l'époque, Houari Boumédiène.

#### La JSK double championne de Nationale I (1973-1974)
La saison suivante, la JSK est sacrée championne d'Algérie pour la deuxième fois consécutive. Les deux saisons suivantes sont mitigées, avec une septième place en 1974-1975 et une troisième place en 1975-1976.

#### Le premier doublé Coupe-Championnat (1976-1977)
La saison 1976-1977 voit le club reprendre le titre de champion d'Algérie. L'attaquant Mokrane Baïleche termine meilleur buteur de la compétition avec 20 buts. Le club réalise par la même occasion son premier doublé Coupe - Championnat.

### L'époque du «Jumbo Jet» ou l'ère Benkaci, Khalef et Zywotko (1977-1990)

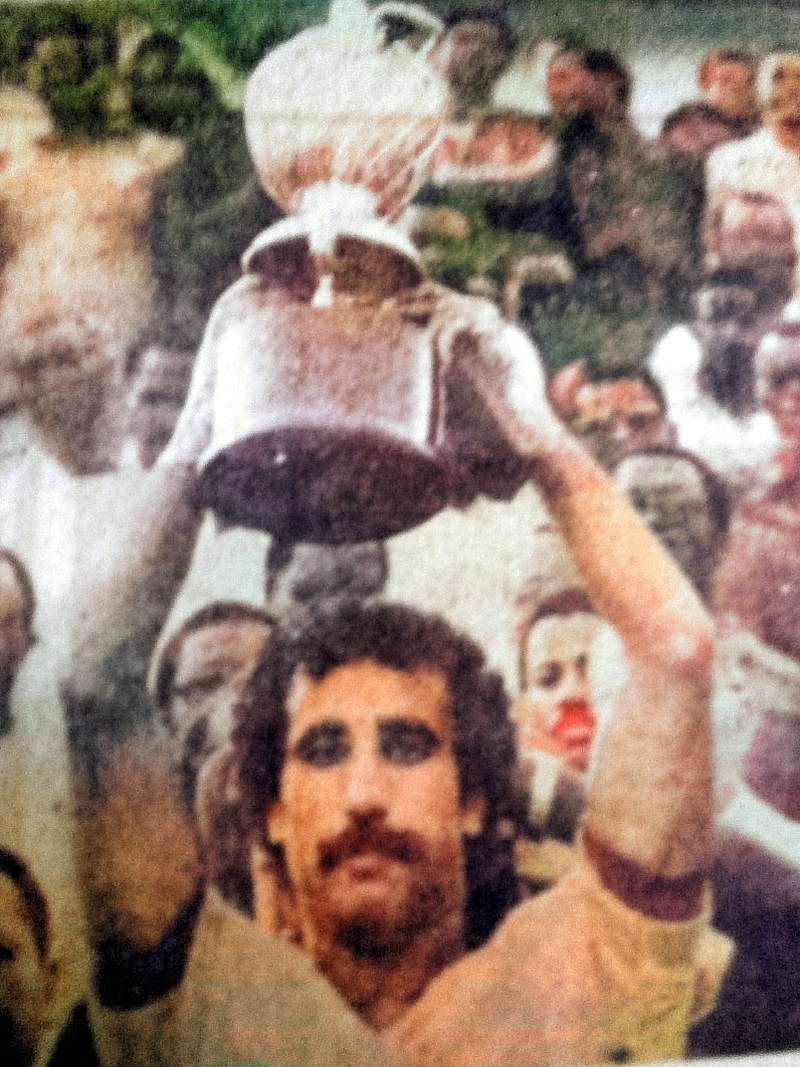
Mouloud Iboud recevant le trophée de la Coupe d'Afrique des clubs champions 1981 remporté par la JSK.

#### La JSK devient la "Jeunesse Électronique Tizi-Ouzou" (1977-1978)
Pendant la saison 1977-1978, l'équipe change une nouvelle fois de nom, pour être nommée cette fois ci Jeunesse Électronique de Tizi-Ouzou. Cette saison se termine à la 2e place du championnat et marque les débuts du tandem Mahieddine Khalef - Stefan Zywotko. À la suite de son titre de champion lors de la saison 1976-1977, la JSK dispute pour la première fois une coupe internationale de clubs. Elle s'inclinera en quart de finale de la Coupe d'Afrique des clubs champions face au club congolais de l'AS Vita Club. La saison 1978-1979 se termine sur une double déception, puisque la JSK finit 2e du championnat et finaliste de la coupe d'Algérie. Lors de la saison 1979-1980, la JE Tizi Ouzou (JSK) termine à la première place du championnat, devenant champion d'Algérie pour la quatrième fois de son histoire.

#### La JET rate de peu le doublé:  "Coupe - Championnat" (1978-1979)
En 1980, le club se déplace du stade Oukil Ramdane vers le stade du 1er novembre 1954. La première saison dans ce nouveau stade se termine par une seconde place.

#### La JET championne pour la quatrième fois (1979-1980)
Pendant la saison 1981-1982 la JSK (qui se nomme toujours à cette époque JE Tizi-Ouzou), termine la saison à la première place du classement.

#### La JET championne d'Afrique des clubs (1980-1981)

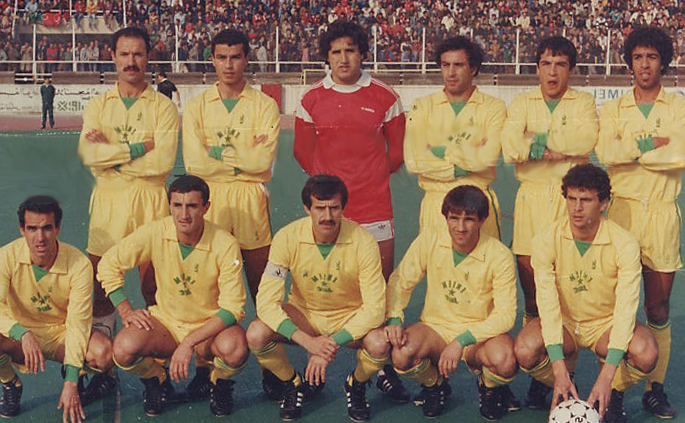
L'équipe de la Jeunesse Électronique de Tizi-Ouzou en 1986.

Ce titre de champion s'accompagne de la Coupe d'Afrique des clubs champions gagnée sans perdre un match en battant en finale les Congolais de l'AS Vita Club 5-0 sur les deux matchs (4-0 à l'aller puis 1-0 au retour). Le club rejoint donc son rival du MC Alger, seul autre club algérien vainqueur de cette compétition africaine en 1976 (l'ES Sétif la gagnera en 1988), et réalise le doublé Coupe d'Afrique des clubs champions-Championnat.

#### La JET championne pour la cinquième fois (1981-1982)
En 1982, de par son statut de champion d'Afrique en 1981, le club reçoit une invitation à participer au Tournoi de la Fraternité en Côte d'Ivoire. La JSK gagne ce trophée face à l'Union Douala, club camerounais vainqueur de la Coupe d'Afrique des vainqueurs de coupe sur le score de 1-1 après prolongations, 4 tirs au but à 3. Ce trophée est une compétition amicale et non officiel.

#### La JET championne pour la sixième fois (1982-1983)
La défense de son titre de champion d'Afrique sera infructueuse car la JSK s'inclinera dès son entrée en lice face au club soudanais d'Al Hilal Omdurman. Au niveau national, l'année suivante, le club réussit pour la 2e fois de l'histoire à conserver son titre de champion d'Algérie. C'est le sixième titre du club.

#### La JET dépassée par "l'OUEST" (1983-1984)
La JET finit à la 3e place en 1984, à 2 points du champion le GCR Mascara et est défaite en demi-finale de la coupe d'Algérie en demi-finale par le MC Oran, vainqueur de l'épreuve.

#### La JET championne pour la septième fois (1984-1985)
la JSK redevient championne pour la septième fois de son histoire en 1985.

#### La JET réalise son deuxième doublé "coupe-championnat" (1985-1986)
L'année 1986 se termine par un nouveau titre avec 98 points au compteur (record pour un championnat à 20 clubs). Le club remporte aussi la Coupe d'Algérie, et Naçer Bouiche finit meilleur buteur du championnat pour la deuxième fois de sa carrière avec 36 buts, record inégalé à ce jour.

#### La JET hors du podium, une première en dix ans (1986-1987)
Suivent deux saisons sans titres, achevées aux 6e

#### La JSK devient la "Jeunesse sportive Tizi-Ouzou" (1987-1988)
et 2e places.

#### La JST championne pour la neuvième fois (1988-1989)
Pour leur dernière année ensemble, les deux techniciens gagnent un nouveau titre de champion en 1989.

#### Décuple championne d'Algérie et double championne d'Afrique (1989-1990)
| Amara Sadmi Adghigh ( Haffaf ) Rahmouni Meftah Karouf Laadjadj Adane Saïb ( Aït Tahar ) Djahnit Medane |
| Onze titulaire en finale retour de la Coupe d'Afrique des clubs champions 1990.                        |
| Amara Sadmi Adghigh (Haffaf) Rahmouni Meftah Karouf Laadjadj Adane Saïb (Aït Tahar) Djahnit Medane     |

Le club conserve son titre lors de la saison 1989-1990 et connait son dixième sacre en championnat. À noter que la Coupe d'Algérie ne s'est pas tenue cette année-là. La saison 1990-1991 s'achève par une quatrième place du championnat et par une finale de coupe perdue face à l'USM Bel-Abbès. La JSK réalise parallèlement une belle compétition africaine en gagnant pour la deuxième fois de son histoire la Coupe d'Afrique des clubs champions aux tirs au but face au club zambien des Nkana Red Devils (1-1 sur les deux matchs puis 5-3 aux tirs au but). C'est le premier club algérien à avoir remporté deux fois la prestigieuse Coupe d'Afrique des clubs champions (l'ES Sétif la gagnera en 1988 et 2014).

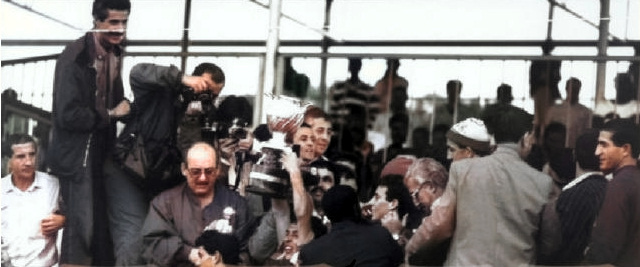
Remise du trophée à Abdelhamid Sadmi capitaine de la JSK. La photo fut prise le 22 décembre 1990 en football à l'issue du match retour de la finale de la Coupe des clubs champions africains.

### Période de transition et de questionnements (1990-1992)
En 1990, après douze années d'une fructueuse collaboration, le duo d'entraîneurs formé par Mahieddine Khalef et Stefan Zywotko se retire tout en continuant d'assister le club en qualité de conseillers. Leur départ signifie la fin d'un premier âge d'or de la JSK, lequel a été marqué par une moisson impressionnante de trophées : six championnats, une coupe nationale, une coupe d'Afrique des clubs champions et une Supercoupe d'Afrique. Signe de l'écrasante domination kabyle sur le football algérien dans ces années, la JSK n'aura fini qu'une seule fois hors du podium en championnat au cours des 12 saisons écoulées.
Le championnat 1991-1992 est catastrophique pour la JSK qui finit 13e et premier non relégable. Le club parvient malgré tout à sauver sa saison en remportant cette année-là sa troisième Coupe d'Algérie. Le club affronte un pensionnaire de deuxième division, l'ASO Chlef, dans une finale délocalisée à Oran que les chélifiens abordent avec l'insouciance d'une équipe au palmarès encore vierge de tout titre majeur. De fait, profitant d'une erreur du portier adverse, Hakim Amaouche, ne parvient à donner l'avantage aux siens que dans les dernières minutes du temps réglementaire et permet ainsi à la JS Kabylie de s'imposer sur le même score qu'en 1986 (1-0). Aux termes d'un parcours corsé où la JSK remporta toutes ses victoires sur la plus petite des marges et disputa deux séances de tirs au but (en seizième de finale et en demi finale), l'inépuisable gardien de but et capitaine des Canaris, Mourad Amara, gravit la tribune présidentielle pour soulever le dernier trophée de son opulente carrière. Il le reçoit des mains du chef de l'Etat, Mohammed Boudiaf, quatre jours seulement avant son funeste assassinat,. 
Durant la saison 1992-1993, la JSK accroche un nouveau trophée national à son palmarès en remportant la Supercoupe d'Algérie face au MC Oran (2-2 après prolongations puis 6-5 aux tirs au but).

### L'ère Hannachi (1993-2017)

#### Participations aux compétitions africaines (1993-1996)
| Hamenad Amari Amrouche Selmoune Khati Adane Rahmouni Meftah Menad Moussouni ( Benchikha ) Hadj-Adlane |
| Onze entrant en finale retour de la Coupe d'Afrique des vainqueurs de coupe 1995.                     |
| Hamenad Amari Amrouche Selmoune Khati Adane Rahmouni Meftah Menad Moussouni (Benchikha) Hadj-Adlane   |

Côté africain, elle participe pour la toute première fois à la Coupe d'Afrique des vainqueurs de coupe. Le club réalise un parcours honorable dans cette compétition en échouant en quart de finale. La saison 1993-1994 est conclue à la troisième place du classement. Le club conserve la Coupe d'Algérie (il n'y avait pas eu de coupe la saison précédente). L'année 1994-1995 voit l'arrivée d'un nouveau président à la JSK, Mohand Chérif Hannachi, qui fait confiance au duo Djaâfar Harouni-Djamel Menad.

#### Un nouveau titre africain: Coupe d'Afrique des vainqueurs de coupe (1995)
La JSK remporte durant la saison 1995, pour la première et dernière fois de son histoire (étant donné que cette compétition n'existe plus), la Coupe d'Afrique des vainqueurs de coupe (C2) face aux nigérians de Julius Berger (3-2 sur les deux matchs). Il s'agit du premier et seul club algérien à remporter ce trophée africain. Elle dispute également pour la première fois de son histoire, la Supercoupe de la CAF, (match opposant à l'époque le vainqueur de la Coupe des clubs champions au vainqueur de la Coupe des vainqueurs de coupe). Elle dispute cette compétition face au club sud-africain de l'Orlando Pirates, vainqueur de la Coupe d'Afrique des clubs champions 1995. Malheureusement elle s'inclinera à l'extérieur sur le score d'un but à zéro. Son titre de champion, l'autorise à jouer la Coupe d'Afrique des clubs champions, où l'équipe parvient en demi-finale, mais échoue face à l'équipe nigériane du Shooting Stars FC.

#### Période de grandes incertitudes (1996-2000)
Kamel Mouassa est nommé entraîneur au départ de la saison 1996-1997. Le club finit 8e. La saison suivante, le championnat de football algérien se déroule sous forme de poule. En finissant 2e de la sienne, la JSK ne dispute pas la finale du championnat. L'année suivante 1998-1999, le club finit à la deuxième place. Seule consolation, le joueur Farid Ghazi termine meilleur buteur du championnat avec un total de 19 buts. Le club échoue aussi lors de la finale de la Coupe d'Algérie face à l'USM Alger. En 1999-2000, l'entraîneur de la JSK, Kamel Mouassa, est remplacé par le Bulgare Janko Guelov. Celui-ci emmène la JSK à une décevante sixième place. En Coupe d'Algérie, malgré un bon parcours, le club s'arrête en demi-finale.

#### La JSK renoue avec le succès africain; Trois Coupes de la CAF consécutives: 2000-2003

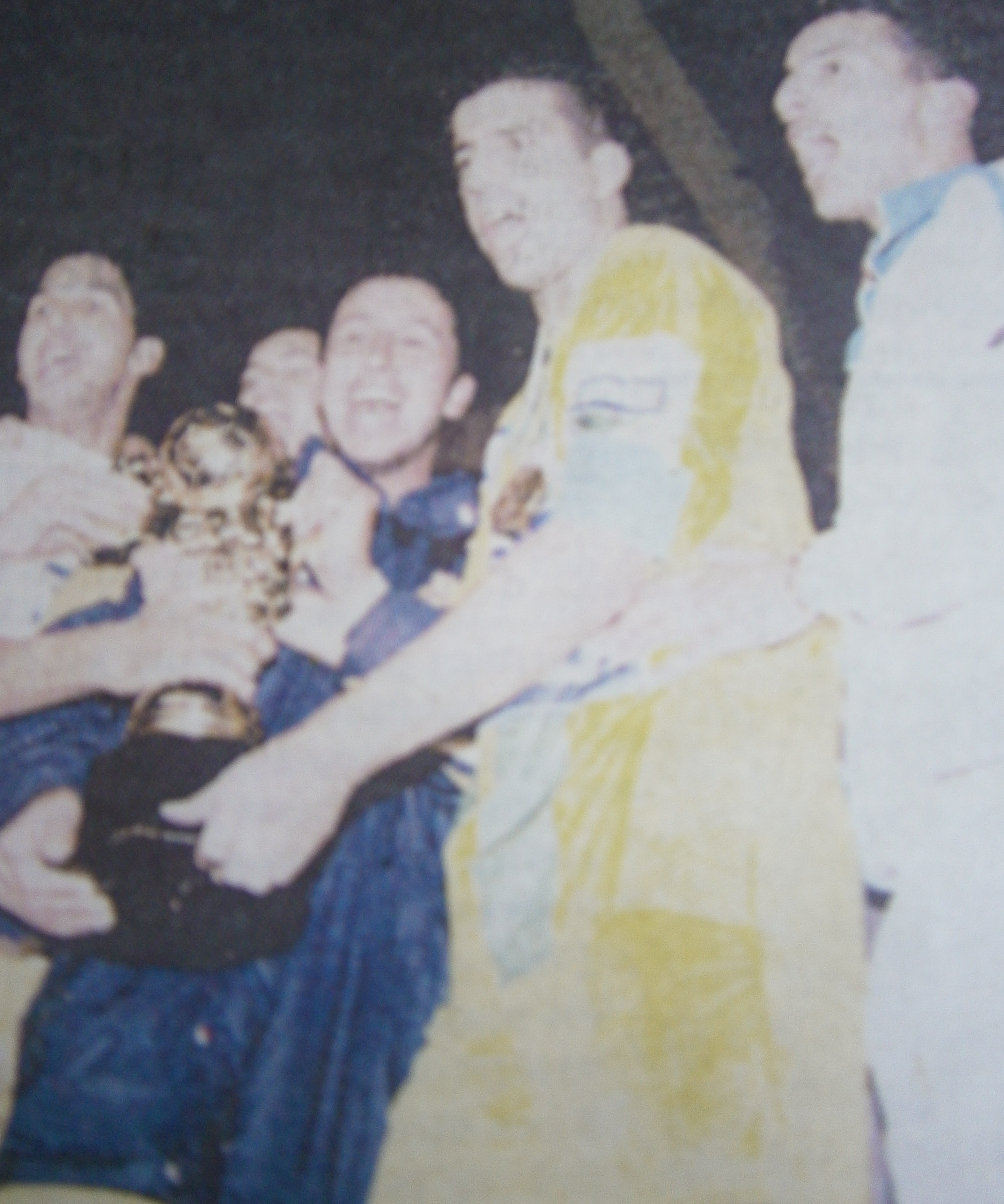
Remise du trophée de la Coupe de la CAF 2001, à la JSK.

| Gaouaoui Raho ( Boubrit ) Drioueche Zafour Djouder M.Dob Belkaïd Bendehmane F.Dob ( Haïmoudi ) Amaouche Berguiga |
| L'équipe de la finale retour de la Coupe de la CAF 2002.                                                         |
| Gaouaoui Raho (Boubrit) Drioueche Zafour Djouder M.Dob Belkaïd Bendehmane F.Dob (Haïmoudi) Amaouche Berguiga     |

#### Décès sur le terrain d'Hocine Gasmi (2000)
Venu du MC Alger puis transféré à la JS Kabylie en 1999. Hocine Gasmi intéressait de près le RC Lens mais il meurt à la suite de son dernier but marqué contre l'USM Annaba dans le stade du 1er novembre. Sur un centre de son coéquipier Fawzi Moussouni, Gasmi réussit à marquer un but de la tête mais ne peut éviter un choc avec le défenseur adverse Mourad Slatni. Gasmi retombe violemment sur la tête et perd connaissance. Il est amené à l'hôpital de Tizi Ouzou, puis à l'hôpital de la Pitié Salpêtrière à Paris, mais il meurt de sa blessure à la tête. Ce fut une grande perte pour le football algérien.
L'entraîneur bulgare est remercié avant le début de la saison 2000-2001 et Nedjmeddine Belayachi le remplace alors que la JSK est en quart de finale de la Coupe de la CAF. La JSK dispose à ce stade de la compétition du club tunisien de l'Étoile sportive du Sahel (victoire 4-1 aux tirs au but en Tunisie, chacun ayant gagné 1-0 à domicile) et élimine en demi-finale le club nigérian du Heratland. Après une lourde défaite contre l'Entente sportive sétifienne en championnat, Belayachi est évincé à quelques jours de la finale aller de la coupe de la coupe de la CAF, il est remplacé par le duo Mahieddine Khalef et Nacer Sandjak. La finale oppose donc la JSK au club égyptien de l'Ismaily SC. Le 1er décembre 2000, la JSK remporte la première Coupe de la CAF de son histoire grâce à la règle des buts inscrits à l'extérieur (1-1 puis 0-0). Il s'agit de la première C3 remportée par un club algérien. La saison suivante, 2001-2002, marque un nouveau changement à la barre technique avec le retour de Kamel Mouassa qui réussit avec l'équipe l'exploit de conserver son titre africain de Coupe de la CAF face aux Tunisiens de l'Étoile sportive du Sahel grâce à la règle des buts à l'extérieur (2-1 puis 1-0). En 2002-2003, le technicien français Jean-Yves Chay est choisi pour diriger l'équipe cette saison. Le club remporte durant cette saison pour la troisième fois consécutive la C3 (premier club au monde à gagner la C3 continentale trois fois de suite), cette fois-ci face aux camerounais du Tonnerre Yaoundé (4-1 sur les deux matchs). Durant, cette période le Championnat d'Algérie est un peu délaissé car la JSK ne le gagne pas en finissant respectivement 3e en 2001, 2e en 2002 et 4e en 2003.
Forte de son titre de vainqueur de la Coupe de la CAF, la JSK participe à l'édition de 2003, mais s'incline cette fois-ci dès les quarts-de-finale face au Cotonsport Garoua.

#### Le renouveau national (2004-2011)
Après neuf ans d'attente, la JSK reconquiert le Championnat d'Algérie. La JSK rate le doublé en échouant face à l'USM Alger en finale de la Coupe d'Algérie cinq tirs au but à quatre (0-0 dans le temps réglementaire). La saison 2004-2005 voit deux duos d'entraîneurs se succéder à la tête du club (Kamel Mouassa et Moussa Saïb puis Christian Coste et Kamel Aouis), et l'équipe termine dauphine de l'USM Alger en championnat. Lors de la saison 2005-2006, le club se hisse en phase des poules de la Ligue des champions de la CAF, pour la première fois dans le système Ligue des champions, mais ne parvient pas à accéder aux demi-finales. Cette saison connait aussi un nouveau titre de champion d'Algérie pour la JSK, son 13e titre. Hamid Berguiga est pour la seconde fois d'affilée meilleur buteur du championnat avec 18 buts à son compteur. La saison suivante, le club termine à la deuxième place du podium, et est éliminé en demi-finale de la Coupe d'Algérie par l'USM Alger.
La saison 2007-2008 est une bonne saison pour la JSK, puisque la seule équipe capable de lui tenir la dragée haute en championnat sera le champion sortant du dernier exercice, l'ES Sétif. Le suspense du championnat reste entier, tant ces deux équipes sont proches l'une de l'autre tout au long de la saison. Finalement, un match perdu sur tapis vert par l'ES Sétif, pour avoir refusé de jouer un match contre la JSK, marque un tournant décisif dans la saison. Cela permet à la JSK de décrocher son 14e titre de champion d'Algérie. Une nouvelle fois, un joueur du club termine meilleur buteur de la saison. Il s'agit de Nabil Hemani avec un total personnel de 16 buts. Autre fait marquant de cette saison, la Kabylie est au sommet du football algérien avec une victoire en Coupe d'Algérie de l'autre club kabyle la JSMB. Cela augure une Supercoupe d'Algérie entre ces deux formations, pour un derby kabyle inédit à ce niveau national, qui n'est finalement pas disputé à cause des travaux sur le terrain du stade du 5 juillet 1962, mais aussi car la JSK joue la Ligue des champions de la CAF avec un calendrier particulièrement chargé et refuse donc de participer à cette compétition. Les deux formations font donc l'impasse sur ce trophée d'un commun accord.
Battu en 8e de finale de la Ligue des champions de la CAF, la JSK est reversée en Coupe de la confédération, passe un tour, mais échoue à se qualifier en finale lors du tour de poules. Durant la saison 2008-2009, la JSK obtient la troisième place de la Coupe nord-africaine des clubs champions 2008 en réalisant un match nul face au club libyen Al Ittihad Tripoli. Cependant, et malgré un début de saison catastrophique, la JSK termine la saison 2008-2009 à la deuxième place du championnat pour la dixième fois de son histoire. Cette remontée n'est possible qu'au terme d'une série de onze matchs consécutifs sans défaite.
La JSK, durant la saison 2009-2010, obtient des places d'honneur mais ne gagne aucun trophée (3e en championnat, demi-finaliste de la Coupe d'Algérie et demi-finaliste de la Ligue des champions de la CAF).
En 2011, la JSK remporte sa cinquième Coupe d'Algérie, après 17 ans, face à l'USM El Harrach (1-0).

#### Traversée du désert (2011-2018)
Lors de la saison 2010-2011, la JSK termine à la 11e place seulement 1 point devant le premier relégable (l'USM Annaba). En Coupe de la confédération, le club parvient à la phase de poule mais elle y perd ses six matchs. La saison est sauvée grâce au gain de la Coupe d'Algérie aux dépens de l'USM El Harrach (1-0). Cette victoire en coupe qualifie les canaris pour la Coupe de la confédération 2012, mais le président du club Mohand Chérif Hannachi décide de ne pas inscrire le club pour se concentrer sur le championnat.
La saison 2011-2012 n'est pas meilleure puisqu'elle s'achève à la neuvième place et par une élimination en huitième de finale de la Coupe d'Algérie.
En juillet 2012, l’entraîneur italien Enrico Fabbro est recruté, mais il est licencié dès novembre (à cause d'un début de saison catastrophique comprenant sept défaites en dix matchs). Nacer Sandjak le remplace et le club termine le championnat à la septième place. De plus, l'équipe est éliminée dès les huitièmes de finale de la coupe d'Algérie.

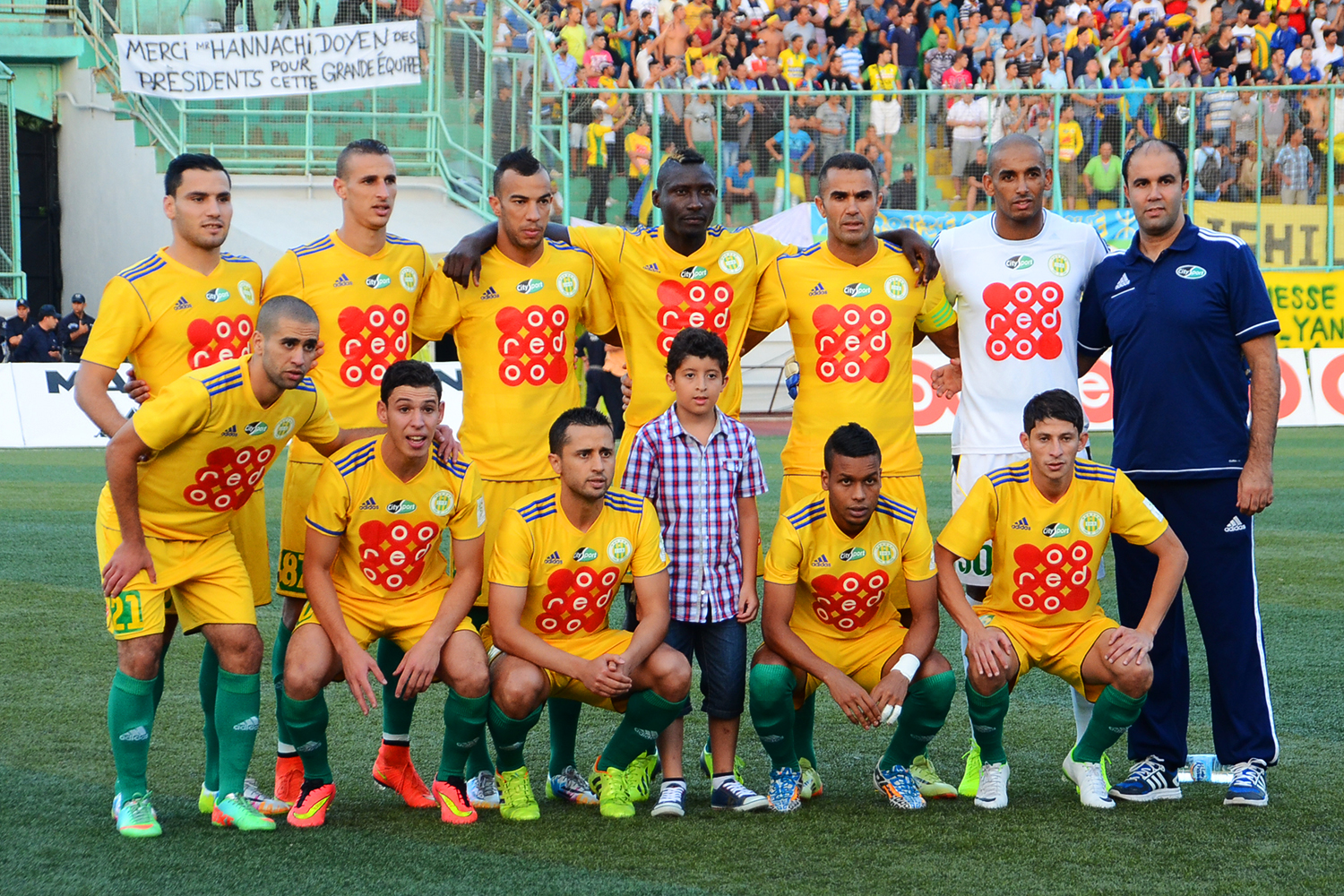
L'équipe de la JS Kabylie en 2014 menée par son buteur vedette, Albert Ebossé (au centre).

Après trois saisons difficiles, la JSK entame la saison 2013-2014 avec le retour de Azzedine Aït Djoudi au poste d'entraîneur. Il a pour objectif de conquérir une place africaine pour la saison suivante. Le club termine à la deuxième place au classement final, à quatorze points de son rival l'USM Alger, et se qualifie ainsi pour la Ligue des champions de la CAF 2015. Lors de la Coupe d'Algérie 2014, la JSK s'incline en finale face au MC Alger aux tirs au but.

#### Mort tragique d'Albert Ebossé (2014)
La saison 2014-2015 débute par un drame sans précédent. Le 23 août 2014, lors de la deuxième journée du championnat, les kabyles sont défaits à domicile par l'USM Alger (1-2). Après le coup de sifflet final, l'attaquant camerounais des Canaris, Albert Ebossé, auteur du seul but de son équipe pendant la rencontre, est atteint par un projectile contendant lancé depuis les tribunes par des supporters mécontents alors qu'il regagnait les vestiaires. Grièvement blessé, il décède d'une hémorragie interne peu après son transfert à l'hôpital. Les conséquences de cet acte qui a coûté la vie au meilleur buteur du Championnat d'Algérie 2013-2014 sont retentissantes : la CAF suspend la JSK de toute compétition continentale pendant deux ans ; la FAF ordonne le huis clos au stade du 1er-novembre-1954 pour six mois et interdit de déplacement les supporters kabyles pendant toute la phase allée du championnat. Ce sinistre épisode de l'histoire de la JSK est un peu plus terni par l'attitude de la direction du club kabyle, laquelle alimente les doutes sur la réalité de l'incident pour se dégager de sa responsabilité et rechigne à indemniser les proches du défunt,. 
La suite de la saison n'est guère plus reluisante. L'entraîneur belge du club, Hugo Broos, arrivé pendant l'été, démissionne dès la fin du mois de septembre pour dénoncer l'ingérence du président Hannachi dans ses choix sportifs. La suspension infligée par la CAF à l'encontre du club le prive du droit de disputer la Ligue des champions de la CAF 2015, à laquelle il s'était qualifié, et le MC El Eulma le remplace dans cette compétition. Si la JSK obtient en février 2015 l'annulation de sa suspension devant le Tribunal arbitral du sport, cette décision ne lui permet toutefois pas d'être réintégrée dans le tournoi. Au terme de cette annus horribilis, la JSK termine le championnat en douzième position et échappe d'un point à la première relégation de son existence. Excédés par cette saison catastrophique et menés par d'anciens joueurs et dirigeants, les supporters du club manifestent par milliers, et à plusieurs reprises, dans les rues de Tizi-Ouzou pour réclamer le départ du président Hannachi.
Lors de la saison 2015-2016, l'équipe se remplume en atteignant la troisième place du championnat, qualificative pour la Coupe de la confédération 2017.
Lors de la saison 2016-2017, l'équipe termine à la 12e place à deux points du premier relégable le club de Relizane et le club a été éliminé par le TP Mazembe lors du troisième tour de la Coupe de la confédération 2017.
En août 2017, le conseil d'administration décide de limoger le président Mohand Cherif Hannachi à la tête du club et il est remplacé par Abdelhamid Sadmi, un ancien joueur emblématique du club mais il démissionne de son poste en novembre 2017. Noureddine Saâdi, arrivé dans les bagages du nouveau président Mellal en janvier dernier, n’a pas réussi à s’imposer à la tête de la barre technique des Canaris, ses résultats furent très maigres, est limogé.

#### Fin de cycle pour Hannachi (2017)
Président du club durant 24 ans, avec succès pendant la première moitié de son règne, il a depuis énormément déçu les supporters de la JSK, qui a fini par perdre son lustre d'antan à cause d'une gestion chaotique. Depuis 2010, aucun investisseur n'a pu renflouer les caisses du club. Sous la direction de Hannachi, le club a remporté dix trophées dont quatre titres africains et six titres nationaux.

### La période Cherif Mellal (2018-2021)
Le 8 février 2018, le conseil d'administration décide de nommer un homme d'affaires, Cherif Mellal, comme président du club. Le nouveau président décide de nommer Youcef Bouzidi comme nouvel entraîneur. Dans cette saison, avec une équipe plutôt bien remaniée en fin de championnat, le club n'est pas parvenu à remporter la Coupe d'Algérie, battu en finale par l'USM Bel-Abbes 2-1.
Pour la saison 2018-2019, le président Mellal nomme Franck Dumas comme nouvel entraîneur du club. Le club finit la saison à la deuxième place et se qualifie pour la Ligue des champions de la CAF 2019. Le club fête donc son retour en Ligue des Champions après neuf années d'absence. Sous l'ère Mellal, le club est restructuré: plus d'importance donnée aux catégories jeunes qui finissent toutes 4es au classement ou plus haut encore. Les travaux d'un centre de formation sont lancés grâce à l'aide de Issad Rebrab, industriel kabyle et l'homme d'affaires le plus riche d'Algérie. La communication est aussi améliorée par la création de comptes officiels sur Facebook, Twitter et Instagram qui couvrent toute l'actualité du club.
Neuf ans après sa dernière participation à la phase de poules de la Ligue des Champions, la JSK s'est qualifiée en éliminant les Guinéens du Horoya AC aux tirs au but 5-3, après un score de 2-2 sur les deux matchs. Cependant, le club finit 3e lors des phases de poule et ne parvient pas à se qualifier pour les quarts de finale.
En raison de la pandémie de Covid-19, la saison 2019-2020 est figée à la 22e journée (quatrième au classement) et l'annulation de la Coupe d'Algérie permet à la JSK de disputer la Coupe de la confédération 2021. La JSK se qualifie en phase de poule de la Coupe de la confédération 2021 après avoir passé les deux tours de qualification face aux Nigériens de l'USGN et face au Stade malien. Le club se qualifie pour les quarts de finale après avoir fini 1er du groupe où il rencontrera les Tunisiens du CS Sfaxien.
En raison de l'impossibilité des clubs amateurs de jouer la Coupe d'Algérie pour cause de pandémie de COVID-19, la FAF décida de la remplacer par la Coupe de la Ligue qui concerne les 20 clubs de Ligue 1. Le club est exempter du tour préliminaire car il joue la Coupe de la confédération et donc commence la compétition en huitième de finale où il bat le NAHD 2-0.
Le club se dote d'un site internet officiel le 20 avril (en hommage au printemps berbère).
Le club se qualifie pour les demi-finales de la Coupe de la confédération après avoir battu les Tunisiens sur le score de 2-1 aux cumulés (1-0 à l'extérieur et 1-1 à domicile) ; ils retrouveront les Camerounais du Coton Sport qu'ils avaient battus deux fois en phase de groupe.
Le club se qualifie en demi-finale de la Coupe de la Ligue après avoir battu en déplacement l'US Biskra 2-0.
Le club se qualifie en finale de la Coupe de la Ligue après avoir battu a domicile Tlemcen 1-0, il seront confrontés au NC Magra.
La JSK se qualifie pour la finale de la Coupe de la confédération (19 ans après sa dernière finale africaine) après avoir battu Coton Sport sur le score de 5-1 aux cumulés (victoire 2-1 à l'extérieur et victoire 3-0 à domicile) ; ils seront confrontés en finale aux Marocains du Raja Casablanca.
Le club perd la finale de Coupe de la confédération face au Raja Casablanca 2-1 dans une finale unique au Bénin à Cotonou.
Le club rajoute une nouvelle ligne à son palmarès en gagnant la Coupe de la Ligue face au NC Magra aux tirs au but 4-1 après un score de 2-2 et met fin à dix ans de disette. Avec cette victoire, le club se qualifie pour la Coupe de la confédération 2021-2022.
Le 21 mars 2021, Chérif Mellal est destitué de son poste de président par le CSA puis remplacé officiellement par Yazid Yarichene le 15 septembre 2021.

### L'arrivée de ATM Mobilis (2023)
Le 1er mars 2023, ATM Mobilis prend la tête du club.
L'opérateur de téléphonie étatique a en effet acquis la majorité des actions de la SSPA, ce qui lui confère désormais un pouvoir de décision significatif sur le club.
Le 8 mars 2023, ATM Mobilis place Adbelaziz Zerrouki à la présidence du club.
Le 6 mai 2023, Achour Chelloul prend la présidence du club.
Le 20 décembre 2023, ATM Mobilis devient actionnaire majoritaire avec 80% des actions.
Le 23 avril 2024, El Hadi Ould Ali prend la présidence du club.

#### La JSK dans son nouveau stade (2024)
Le club dut attendre 14 ans après la pose de la première pierre en 2010 pour enfin découvrir le stade Hocine-Aït-Ahmed.
Le 27 septembre 2024, la JSK disputa le premier match officiel dans son nouveau stade dans un derby Kabyle contre l'Olympique Akbou, avec une victoire 2 buts à 1.
En 2025, le club finit 2e et valide sont ticket pour la Ligue des champions de la CAF.

## Résultats sportifs

### Palmarès
La JSK est le club le plus titré en Algérie avec 28 titres officiels :
| National | Régional | International |
| --- | --- | --- |
| Championnat d'Algérie (14) (record) : - Champion : 1973, 1974, 1977, 1980, 1982, 1983, 1985, 1986, 1989, 1990, 1995, 2004, 2006 et 2008. - Vice-champion : 1978, 1979, 1981, 1988, 1999, 2002, 2005, 2007, 2009, 2014, 2019, 2022 et 2025 Coupe d'Algérie (5) : - Vainqueur : 1977, 1986, 1992, 1994 et 2011. - Finaliste : 1979, 1991, 1999, 2004, 2014 et 2018. Coupe de la Ligue (1) (record) : - Vainqueur : 2021. Supercoupe d'Algérie (1) : - Vainqueur : 1992. - Finaliste : 1994, 1995 et 2006. | - Coupe du Maghreb des clubs champions : - Finaliste : 1974. | Ligue des champions de la CAF (2) : - Vainqueur : 1981 et 1990. Coupe d'Afrique des vainqueurs de coupe (1) : - Vainqueur : 1995. Coupe de la CAF (3) (record) : - Vainqueur : 2000, 2001 et 2002. Supercoupe d'Afrique (1) : - Vainqueur : 1982. Coupe de la confédération - Finaliste : 2021. Supercoupe de la CAF : - Finaliste : 1996. |
| Autres compétitions - Trophées et tournois amicaux | | |
| - Super Division (groupe Centre-Est) (1) : - Champion : 1999 - Coupe des Champions, (1) : - Vainqueur : 1973 - Championnat d'Algérie D II (1) : - Champion : 1969 - Championnat d'Algérie National (1) : - Champion : 1968 - Vice-Champion : 1967 - Championnat d'Algérie Honneur : - Vice-Champion : 1963 - Ligue d'Alger Critérium (1) : - Champion : 1954 - Ligue d'Alger promotion honneur (1) : - Champion : 1950                                                                                  | - Tournoi du SCUEB (Alger) - Vainqueur : 1948 - Tournoi de la Municipalité -Tizi-Ouzou (Kabylie) : - Vainqueur : 1954 - Coupe de l'indépendance (Tizi-ouzou) : - Vainqueur : 1962 - Tournoi de L'O.M.R (Alger) : - Vainqueur : 1965 - Tournoi du Croissant rouge algérien (Alger) : - Vainqueur : 1968 - Coupe de la FSRA (Alger) : - Vainqueur : 1972 Trophée du Fair-play de la saison : - - Lauréat (2) : 1964 et 1970 | - Tournoi de la Fraternité-Trophée de la Paix (Côte d'Ivoire) : - Vainqueur : 1982 - Tournoi Triangulaire de Dakar (Sénégal) : - Vainqueur : 1985 |

### Bilan sportif
Bilan de la JS Kabylie en compétitions de l'époque coloniale du 13 octobre 1946 au 11 mars 1956 (Résultats mis à jour en fonction des dernières recherches effectuées sur l'époque coloniale).
| Championnat                   | Saisons | Titres | J   | G   | N  | P  | Bp  | Bc  | Diff |
| ----------------------------- | ------- | ------ | --- | --- | -- | -- | --- | --- | ---- |
| Division Honneur              | 0       | 0      | 0   | 0   | 0  | 0  | 0   | 0   | 0    |
| Division Promotion Honneur    | 2       | 0      | 39  | 12  | 10 | 17 | 68  | 72  | -4   |
| Première Division             | 4       | 0      | 80  | 38  | 22 | 20 | 153 | 93  | +60  |
| Deuxième Division             | 3       | 1      | 47  | 28  | 11 | 8  | 127 | 57  | +70  |
| Troisième Division            | 1       | 0      | 23  | 17  | 4  | 2  | 76  | 21  | +55  |
| Total                         | 10      | 1      | 189 | 195 | 47 | 47 | 424 | 243 | +181 |
| Coupes nationales             | Saisons | Titres | J   | G   | N  | P  | Bp  | Bc  | Diff |
| Coupe Edmond Forconi          | 8       | 0      | 27  | 17  | 2  | 8  | 75  | 52  | +23  |
| Coupe de France               | 2       | 0      | 2   | 0   | 0  | 2  | 2   | 4   | -2   |
| Coupe d'Algérie               | 0       | 0      | 0   | 0   | 0  | 0  | 0   | 0   | 0    |
| Total                         | 10      | 0      | 29  | 17  | 2  | 10 | 77  | 56  | +21  |
| Compétitions nord-africaines  | Saisons | Titres | J   | G   | N  | P  | Bp  | Bc  | Diff |
| Championnat d'Afrique du Nord | 0       | 0      | 0   | 0   | 0  | 0  | 0   | 0   | 0    |
| Coupe d'Afrique du Nord       | 0       | 0      | 0   | 0   | 0  | 0  | 0   | 0   | 0    |
| Total                         | 0       | 0      | 0   | 0   | 0  | 0  | 0   | 0   | 0    |
| Total Général                 | 20      | 1      | 218 | 112 | 49 | 57 | 501 | 299 | +202 |

La JSK créée officiellement en 1946, fait son entrée dans la compétition en Septième Division et disputa son premier match officiel le 13 octobre 1946. Affiliée à la fois à la Fédération Française de Football Association et la Ligue d'Alger de Football Association, elle participa à toutes les compétitions possibles en Algérie régies par ces deux organismes. La JSK n'a gagné qu'un seul titre durant cette période, il s'agit d'un titre de champion de Deuxième Division acquis à l'issue de la saison 1949-1950. Figure aussi dans son palmarès un titre non officiel de champion de Première Division lorsque l'équipe accéda en Division Promotion Honneur. Enfin la JSK disputera son dernier match le 11 mars 1956 et cessera toutes ses activités à la suite de l'appel du FLN.
| Championnat                              | Saisons | Titres | J    | G    | N   | P   | Bp   | Bc   | Diff  |
| ---------------------------------------- | ------- | ------ | ---- | ---- | --- | --- | ---- | ---- | ----- |
| National I / Division 1 / Ligue 1        | 56      | 14     | 1709 | 777  | 494 | 438 | 2237 | 1485 | +752  |
| National II / Division 2 / Ligue 2       | 1       | 1      | 22   | 12   | 7   | 3   | 39   | 13   | +26   |
| Division 3                               | 5       | 1      | 130  | 65   | 39  | 26  | 212  | 131  | +81   |
| Division 4                               | 1       | 1      | 18   | 13   | 3   | 2   | 50   | 15   | +35   |
| Total                                    | 63      | 17     | 1879 | 867  | 543 | 469 | 2538 | 1644 | +894  |
| Coupes nationales                        | Saisons | Titres | J    | G    | N   | P   | Bp   | Bc   | Diff  |
| Coupe d'Algérie                          | 59      | 5      | 203  | 132  | 31  | 40  | 375  | 165  | +210  |
| Coupe de la Ligue                        | 4       | 1      | 21   | 7    | 7   | 7   | 26   | 22   | +4    |
| Supercoupe d'Algérie                     | 4       | 1      | 4    | 0    | 1   | 3   | 3    | 6    | -3    |
| Total                                    | 67      | 7      | 228  | 139  | 39  | 50  | 404  | 193  | +211  |
| Compétitions africaines                  | Saisons | Titres | J    | G    | N   | P   | Bp   | Bc   | Diff  |
| Ligue des champions de la CAF            | 17      | 2      | 122  | 62   | 18  | 35  | 141  | 93   | +48   |
| Coupe d'Afrique des vainqueurs de coupe  | 2       | 1      | 14   | 8    | 1   | 5   | 27   | 17   | +10   |
| Coupe de la CAF                          | 4       | 3      | 30   | 14   | 8   | 8   | 34   | 19   | +15   |
| Coupe de la confédération                | 5       | 0      | 45   | 22   | 8   | 15  | 51   | 43   | +8    |
| Supercoupe de la CAF                     | 2       | 0      | 1    | 0    | 0   | 1   | 0    | 1    | -1    |
| Total                                    | 30      | 7      | 213  | 106  | 36  | 64  | 254  | 174  | +80   |
| Compétitions maghrébines                 | Saisons | Titres | J    | G    | N   | P   | Bp   | Bc   | Diff  |
| Coupe nord-africaine des clubs champions | 1       | 0      | 3    | 0    | 2   | 1   | 2    | 3    | -1    |
| Coupe du Maghreb des clubs champions     | 2       | 0      | 4    | 0    | 2   | 2   | 1    | 5    | -4    |
| Total                                    | 3       | 0      | 7    | 0    | 4   | 3   | 3    | 8    | -5    |
| Compétitions arabes                      | Saisons | Titres | J    | G    | N   | P   | Bp   | Bc   | Diff  |
| Ligue des champions arabes               | 3       | 0      | 22   | 10   | 8   | 4   | 28   | 24   | +4    |
| Total                                    | 3       | 0      | 22   | 10   | 8   | 4   | 28   | 24   | +4    |
| Total Général                            | 166     | 32     | 2349 | 1122 | 630 | 590 | 3227 | 2043 | +1184 |

La JS Kabylie fait son entrée dans le Championnat d'Algérie en première division lors de la saison 1969-1970, et y est restée jusqu'à ce jour. Elle a disputé la totalité des saisons en première division depuis son entrée en 1969, soit 56 saisons. Le club du Djurdjura est le plus titré d'Algérie avec 14 championnats.
C'est le seul club algérien qui n'a pas connu la relégation depuis sont accession dans l'élite.
La JSK remporte cinq fois la Coupe d'Algérie en (1977, 1986, 1992, 1994 et 2011), dont deux fois lors d'un doublé Coupe-Championnat en 1977 et 1986. Elle s'incline également à six reprises en finale.
Pour la Coupe de la Ligue la JSK participe à quatre éditions et en remporte une seule en 2021.
Pour la Supercoupe d'Algérie la JSK participe à quatre finales et en remporte une seule en 1992.
À noter, une double participation C1-C3 durant l'année 2008.

### Trophées individuels
| Meilleurs joueurs | Meilleurs buteurs | Meilleurs gardiens de but                                                                            |
| --- | --- | --- |
| Ballon d'or africain 3e au classement (2) : - Ali Fergani : 1981. - Djamel Menad : 1985. Ballon d'or (Algérie) (1) : - Moussa Saïb : 2004. DZFoot d'or (2) : - Farouk Belkaïd : 2002. - Moussa Saïb : 2003. Les oscars de Maracana (3) : - Faouzi Chaouchi : 2009 - Mohamed Rabie Meftah : 2009 - Meziane Ighil : 2011 | Soulier d'or algérien (12) : - Mourad Derridj : 1973 (14 buts) - Mokrane Baïleche : 1977 (20 buts) - Naçer Bouiche : 1984 (17 buts) - Naçer Bouiche : 1986 (36 buts) - Tarek Hadj Adlane : 1994 (18 buts) - Tarek Hadj Adlane : 1995 (23 buts) - Farid Ghazi : 1999 (19 buts) - Hamid Berguiga : 2005 (18 buts) - Hamid Berguiga : 2006 (18 buts) - Cheick Oumar Dabo : 2007 (17 buts) - Nabil Hemani : 2008 (16 buts) - Albert Ebossé Bodjongo : 2014 (17 buts) | Gant d'or (Algérie) (3) : - Lounès Gaouaoui : 2002 - Lounès Gaouaoui : 2004 - Lounès Gaouaoui : 2006 |

## Statistiques

### Joueurs les plus capés
| Joueurs                | Période   | Championnat | Coupe | Afrique | Autres | Total |
| Salah Larbès           | 1971–1987 | +400        |       | 32      | 4      | 500   |
| Mouloud Iboud          | 1970–1984 | 424         | 20    | 22      | 4      | 470   |
| Mohand Chérif Hannachi | 1969–1983 | +300        |       | 4       | 4      | +300  |
| Rabah Menguelti        | 1970–1985 | +300        |       | 26      | 4      | +300  |
| Rachid Baris           | 1972–1985 | +300        |       | 26      | 4      | +300  |
| Dahmane Haffaf         | 1977–1993 | +300        |       | 50      | 13     | +300  |
| Mourad Amara           | 1977–1992 | +300        |       | 46      | 12     | +300  |
| Abdelhamid Sadmi       | 1978–1994 | +300        |       | 44      | 17     | +300  |
| Kamel Abdesselam       | 1978–1991 | +300        |       | 34      | 12     | +300  |
| Rachid Adghigh         | 1980–1992 | +300        |       | 40      | 12     | +300  |

### Meilleurs buteurs
| Joueurs           | Période             | Championnat | Coupe | Afrique | Autres | Total |
| Nacer Bouiche     | 1983–1990           | 113         | 13    | 11      |        | 137   |
| Tarek Hadj Adlane | 1991–1996           | 70          | 10    | 9       | 5      | 94    |
| Arezki Kouffi     | 1965–1975           | +78         |       |         |        | +78   |
| Mourad Derridj    | 1967–1976           | +70         |       |         |        | +70   |
| Djamel Menad      | 1981–1987 1994–1996 | +39         | +13   | 8       | 1      | +70   |
| Hamid Berguiga    | 2001–2006           | 51          | 6     | 8       |        | 65    |
| Lyes Bahbouh      | 1977–1988           | +30         |       |         |        | +58   |
| Mokrane Baïleche  | 1974–1981           | +30         | +6    | 1       |        | +50   |
| Mourad Aït Tahar  | 1987–1994 1997–1999 | 35          | 8     | 4       |        | 47    |
| Ali Belahcène     | 1977–1988           | +20         |       |         |        | +43   |

### Joueurs les plus titrés
| Joueurs          | Période   | Championnat | Coupe | Afrique | Autres | Total |
| Dahmane Haffaf   | 1977–1993 | 7           | 2     | 3       | 1      | 13    |
| Abdelhamid Sadmi | 1978–1994 | 7           | 3     | 3       |        | 13    |
| Salah Larbès     | 1971–1987 | 8           | 2     | 2       |        | 12    |
| Rachid Adghigh   | 1980–1992 | 6           | 2     | 3       | 1      | 12    |
| Mourad Amara     | 1977–1992 | 7           | 2     | 3       |        | 12    |
| Kamel Abdesselam | 1978–1991 | 7           | 1     | 3       |        | 11    |
| Rachid Adane     | 1983–1997 | 5           | 3     | 2       | 1      | 11    |
| Rabah Menguelti  | 1970–1985 | 7           | 1     | 2       |        | 10    |
| Kamel Aouis      | 1972–1985 | 7           | 1     | 2       |        | 10    |
| Rachid Baris     | 1972–1985 | 7           | 1     | 2       |        | 10    |

## Personnalités du club

### Présidents
La JSK a connu 21 présidents différents (Rabah Mohammedi ayant exercé 2 mandats) depuis sa création en 1946. 
La direction du club est marquée par deux figures emblématiques qui ont su s'inscrire dans le temps long et sous le patronage desquels la JSK a remporté 24 des 28 titres majeurs de son palmarès. 
"Doyen des présidents", comme le surnomment les supporters, Mohand Chérif Hannachi a dirigé le club pendant une durée inégalée de 24 années. Les 15 premières années de sa présidence correspondent au second âge d'or de la JSK (10 titres gagnés dont 4 sur la scène africaine) et valent à Hannachi une immense popularité qui sera toutefois écornée par les dix dernières années de son mandat, lesquelles furent polluées par les scandales et la disette de trophées (seulement 1 Coupe d'Algérie).
Avant lui, Boussad Benkaci a chapeauté le club pendant les 15 années les plus prolifiques de son histoire qui correspondent au premier âge d'or de la JSK (14 titres gagnés dont 2  Ligues des champions de la CAF et 1 Supercoupe d'Afrique). Tout comme son prédécesseur, Abdelkader Khalef, il fut un ancien cadre indépendantiste impliqué pendant la Guerre d'Algérie.
Les magistères de ces deux icones se distinguent par leur exceptionnelle longévité, qui a donné à la JSK la réputation d'être un club stable. Cette stabilité est néanmoins tempérée par la difficile émergence d'un successeur pérenne après le départ de Benkaci (4 présidents en un an) et plus encore après celui de Hannachi (7 présidents en autant d'années). 
Le président resté le moins longtemps en fonction fut Mouloud Iboud pour une durée de trois mois. La présidence la plus longue de la JSK est celle de Mohand Chérif Hannachi qui fut en fonction pendant 24 ans.
Le président le plus titré est Boussad Benkaci avec 14 titres en 15 ans.
Pas d'activité entre 1956 et 1962 pour cause de Guerre d'Algérie.
Les présidents qui se sont succédé à sa tête sont :
| Présidents             | Périodes    |
| ---------------------- | ----------- |
| Saadi Ouakli           | 1946 - 1950 |
| Rabah Mohammedi        | 1950 - 1951 |
| Ahmed Ouakli           | 1951 - 1952 |
| Mohamed Ounoughène     | 1952 - 1953 |
| Rabah Mohammedi        | 1953 - 1956 |
| Mohamed Lounès Madiou  | 1962 - 1963 |
| Mansour Abtouche       | 1963 - 1971 |
| Oumnia Hadj Arezki     | 1971 - 1972 |
| Omar Belhocine         | 1972 - 1973 |
| Abdelkader Khalef      | 1974 - 1976 |
| Boussad Benkaci        | 1977 - 1992 |
| Rachid Baris           | 1992 - 1993 |
| Mohand Chérif Hannachi | 1993 - 2017 |
| Lakhdar Madjene        | 2017 - 2018 |
| Cherif Mellal          | 2018 - 2021 |
| Yazid Iarichen         | 2021 - 2023 |
| Achour Cheloul         | 2023 - 2024 |
| El Hadi Ould Ali       | 2024 -      |

#### Capitaines de la JS Kabylie
Il y a eu à ce jour 33 capitaines (Mustafa Rafaï et Driss Kolli ont fait deux capitanats).
Pas d'activité entre 1956 et 1962 pour cause de Guerre d'Algérie.
| Joueurs                | Période     |
| ---------------------- | ----------- |
| Bouzar Boussad         | 1946 - 1956 |
| Hassan Hammoutène      | 1962 - 1963 |
| Saïd Hassoun           | 1963 - 1964 |
| Amar Haouchine         | 1964 - 1967 |
| Mustafa Rafaï          | 1967 - 1968 |
| Driss Kolli            | 1968 - 1969 |
| Hocine Amrous          | 1969 - 1970 |
| Driss Kolli            | 1970 - 1971 |
| Mustafa Rafaï          | 1971 - 1972 |
| Mehdi Cerbah           | 1972 - 1974 |
| Kamel Tahir            | 1974 - 1975 |
| Mohand Chérif Hannachi | 1975 - 1976 |
| Mouloud Iboud          | 1976 - 1984 |
| Rachid Baris           | 1984 - 1985 |
| Ali Fergani            | 1985 - 1987 |
| Abdelhamid Sadmi       | 1987 - 1990 |
| Mourad Amara           | 1990 - 1992 |
| Rachid Adane           | 1992 - 1994 |
| Djamel Menad           | 1994 - 1996 |
| Hakim Medane           | 1996 - 2000 |
| Abdelazziz Benhamlat   | 2000 - 2003 |
| Moussa Saïb            | 2003 - 2004 |
| Farouk Belkaïd         | 2004 - 2005 |
| Brahim Zafour          | 2005 - 2008 |
| Chérif Abdeslam        | 2008 - 2009 |
| Mohamed Meftah         | 2009 - 2010 |
| Lamara Douicher        | 2010 - 2011 |
| Ali Rial               | 2011 - 2017 |
| Essaïd Belkalem        | 2017 - 2018 |
| Nabil Saâdou           | 2018 - 2020 |
| Rezki Hamroune         | 2020 - 2021 |
| Rédha Bensayah         | 2021 - 2022 |
| Badreddine Souyad      | 2022 - 2023 |
| Kouceila Boualia       | 2023 - 2024 |
| Ryad Boudebouz         | 2024 -      |

### Entraîneurs
De Ali Benslama en 1946 à Josef Zinnbauer en 2025, 86 changements d'entraîneurs ont eu lieu. Ils ont concerné 76 personnes différentes et le club a connu pas moins de 19 duos d'entraîneurs durant son histoire. Certains entraîneurs ont officié plusieurs fois à la tête de la JS Kabylie, à l’instar de Abderrahmane Boubekeur et Mahieddine Khalef.
Durant cette période, un entraîneur reste en place pendant un an et quatre mois en moyenne, soit à peine plus d'une saison de championnat. L'instabilité à ce poste est particulièrement forte durant la période 1965-1977 puisque le club connait 15 changements d'entraîneurs durant cette période, ce qui équivaut à un entraîneur différent tous les sept mois et demi environ. L'arrivée du duo Mahieddine Khalef et Stefan Zywotko à la barre technique de la JSK pendant 13 saisons (de 1977 à 1990) stoppe cette instabilité. Cependant, après le départ de ce duo, la JSK connaît de nouveau une nouvelle valse des entraîneurs, qui dure jusqu'à nos jours, à l'image des 29 entraîneurs ou duo d'entraîneurs que le club a eu entre 1989 et 2011, soit un entraîneur tous les neuf mois environ.
Mahieddine Khalef est le plus titré des entraîneurs algériens et de la JSK (13 titres), avec huit titres de champions d'Algérie (1977, 1980, 1982, 1983, 1985, 1986, 1989 et 1990), deux Coupe d'Algérie (1977 et 1986), une Coupe d'Afrique des clubs champions en 1981 ainsi qu'une Supercoupe de la CAF en 1982. Il a également remporté la Coupe de la CAF en 2001 avec Nasser Sendjak.
Le duo Khalef-Zywotko est le staff technique le plus titré (9 titres) avec la JSK puisqu'il remporte les championnats d'Algérie 1980, 1982, 1983, 1985, 1986, 1989 ainsi que la Coupe d'Algérie en 1986, la Coupe d'Afrique des clubs champions en 1981 et la Supercoupe de la CAF en 1982. Ce duo est considéré comme « mythique » dans les rangs des supporters de la JSK.
D'autres entraîneurs apportent des titres au club : la JSK remporte ainsi la Coupe de la CAF sous les ordres du duo Sendjak-Khalef (qui ont remplacé juste avant la finale de 2000 Nadjmeddine Belayachi), Kamel Mouassa, et Jean-Yves Chay en 2000, 2001 et 2002 respectivement. Djamel Menad, en étant en même temps entraîneur-adjoint de Djaâfar Harouni et joueur, permet au club de gagner la Coupe d'Afrique des vainqueurs de coupe en 1995 et le championnat.
Après neuf ans sans titre de champion, la JSK remporte le titre de champion d'Algérie sous la houlette de Azzedine Aït Djoudi en 2004.
Après dix ans sans titre, la JSK remporte la Coupe de la Ligue en 2021 sous la direction de Denis Lavagne et rajoute une nouvelle ligne à son palmarès.
Parmi les entraîneurs de la JSK, on compte 32 techniciens étrangers qui sont douze Français, quatre Roumains, trois Tunisiens, trois Belges, deux Hongrois, un Polonais, un Yougoslave, un Suisse, un Brésilien, un Bulgare, un Italien, un Portugais et un Allemand.
Le record de longévité est attribué à Stefan Zywotko (1977- décembre 1991, 14 ans et 6 mois).

### Effectif professionnel actuel
Mise à jour : 6 mai 2025.

## Identité du club

### Les différents noms du club
Le nom de la JS Kabylie a connu plusieurs variations au cours de son existence. Reflet des enjeux politiques et culturels qui traversent l'histoire du club, ces mutations nominales ont eu lieu au gré du mouvement d'affirmation régionaliste (1946, 1989), de la politique d'arabisation du pays sous la présidence de Houari Boumédiène (1974) ou encore de la nationalisation du sport algérien (1977).
Lorsque le club naquit officiellement lors de l'année 1946, il adopta le nom de Jeunesse sportive de Kabylie et porta les couleurs rouge et vert. Les fondateurs choisirent ce nom et refusèrent ceux d'Union Sportive Musulmane de Kabylie et d'Association Sportive de Kabylie. C'est donc avec ce nom et ces couleurs que l'équipe évolua durant l'époque coloniale pendant près de dix ans entre les années 1946 et 1956. À l'indépendance du pays, le club garda le même nom et les couleurs jusqu'en 1974, année qui la verra réaliser son deuxième titre consécutif en Championnat.
Vers la fin de l'année 1974, une réforme sportive eut lieu car voulue par le ministère de la jeunesse et des sports, afin de donner aux clubs de l'élite une bonne assise financière leur permettant de se structurer de manière professionnelle (en ASP qui signifie Association sportive de performances). Le but était donc qu'ils aient une autonomie totale de gestion avec la création de leur propre centre de formation. Pour cela, beaucoup de clubs durent sacrifier leurs noms et les renommer suivant le principal sponsor. On a ainsi pu voir apparaître dans certaines noms de clubs la lettre P des pétroliers de la Sonatrach sponsoriser le MC Alger, le MC Oran et l'ES Sétif, renommés MP Alger, MP Oran et EP Sétif. De même, la Sonelgaz, avec le K de Kahraba (gaz), sponsorisa la JS Kabylie, qui abandonna son nom de Jeunesse sportive de Kabylie en Jamiat Sari' Kawkabi, ou l'USM Alger, renommée USK Alger. Mais aussi la CNAN (Compagnie Nationale Algérienne de Navigation) avec le M de Milaha (signifiant navigateur) qui sponsorisa le Nasr Athlétique Hussein Dey devenu Milaha Athlétique de Hussein Dey, et bien d'autres encore.
| Jeunesse Sportive de Kabylie |
| ---------------------------- |

| Jamiat Sari' Kawkabi |
| -------------------- |

| Jeunesse Electronique de Tizi-Ouzou |
| ----------------------------------- |

| Jeunesse Sportive de Tizi-Ouzou |
| ------------------------------- |

| Jeunesse Sportive de Kabylie |
| ---------------------------- |

Même si pendant un certain temps cela aura permis à ces clubs de se constituer en véritables clubs omnisports indépendants avec l'exemple du mouloudia d'Alger, qui survola et continue de dominer les compétitions sportives dans les autres disciplines que le football, ce sera un échec car les clubs reprendront progressivement au cours des années suivantes leurs noms d'origine et démarcheront eux-mêmes plusieurs sponsors à la fois. Sera le cas du club mais au lieu de reprendre son ancien nom optera pour celui de Jeunesse Électronique de Tizi-Ouzou (couramment abrégé en JE Tizi-Ouzou ou JET) en 1977, année qui la verra réaliser son premier doublé Coupe - Championnat. Ce nom lui portera chance puisque quatre ans plus tard le club se distingua dans la plus prestigieuse des compétitions africaines de clubs en remportant son premier titre africain. Elle réalisa cette performance en s'imposant en finale de la Coupe d'Afrique des clubs champions lors de l'édition 1981 avec ses nouvelles couleurs que sont le jaune et le vert, et qu'elle porte jusqu'à présent. À cette époque, l'équipe survolait toutes les compétitions, elle était quasi imbattable, ses nombreux succès lui valurent de nombreux surnoms tels que le rouleau compresseur ou bien le Djumbo JET caractérisant la grandeur de celle-ci et les deux années civiles qui arrive la JSK se nommé aussi la JSTO la Jeunesse Sportive de Tizi-Ouzou la JS Tizi-Ouzou juste pour deux années civiles.
Finalement en 1989 juste avant le début de saison, soit quinze ans après avoir abandonné son premier nom, les dirigeants du club le lui redonnèrent. Depuis cette saison qui la verra réaliser son premier doublé Coupe d'Afrique des clubs champions - Championnat, le club garde le nom de Jeunesse Sportive de Kabylie et qui fut sa première appellation lors de sa création en 1946 et que l'on abrège couramment en JS Kabylie ou JSK.

### Logo et couleurs
Les couleurs de la JSK actuellement sont le jaune et le vert. Ces couleurs ont donné deux surnoms au club : les canaris et les jaunes et verts. Pourtant cela n'a pas toujours été le cas. En effet, les premières couleurs de la JSK sont le rouge et le vert. Dans les premières années de la JSK, l'équipe a en effet été aidée par Mansour Abtouche, le gardien de but du MCA, qui est d'origine kabyle, qui a aidé la JSK pour leur monter où s'acheter des maillots et shorts en fournissant les tenues et les chaussures en vert et rouge. Ces couleurs sont restées les couleurs de la JSK jusqu'aux années 1980. Le MCA à grandement aidé les canaris alors que le gouvernement colonial de l'époque n'a pas voté de subventions pour aider cette jeune association sportive musulmane qu'est la JSK, préférant privilégier plutôt le club colonial de l'Olympique de Tizi-Ouzou (OTO). Afin de garder le souvenir des débuts du club, la JSK porte lors de certaines saisons des jeux de maillots à ces couleurs originelles comme maillot extérieur.
La JSK arbore pour la première fois les couleurs jaune et vert lors de la finale de la Coupe d'Afrique des clubs champions 1981, qu'elle gagne face à l'AS Vita Club. Depuis cette victoire, le club adopte définitivement ces couleurs. L'explication du choix de ces couleurs est d'ordre étymologique. En effet, la JSK est un club de la ville de Tizi-Ouzou qui signifie en berbère « col des genêts ». Les canaris ont donc adopté ces deux couleurs en référence à la fleur de genêt de couleur jaune et à tige verte.

Logo de la JSK à sa création (1946-1981)
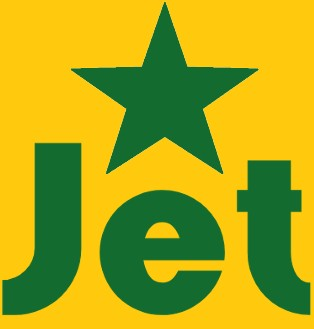
Logo de la JET (1981-1990)
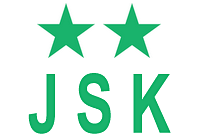
Logo avec deux étoiles (1990-1995)
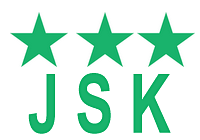
Logo avec trois étoiles (1995-2000)
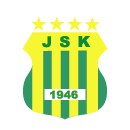
Logo avec quatre étoiles (2000-2001)
Logo avec cinq étoiles (2001-2002)
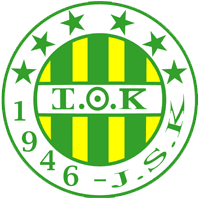
Logo avec six étoiles (2002-2010)
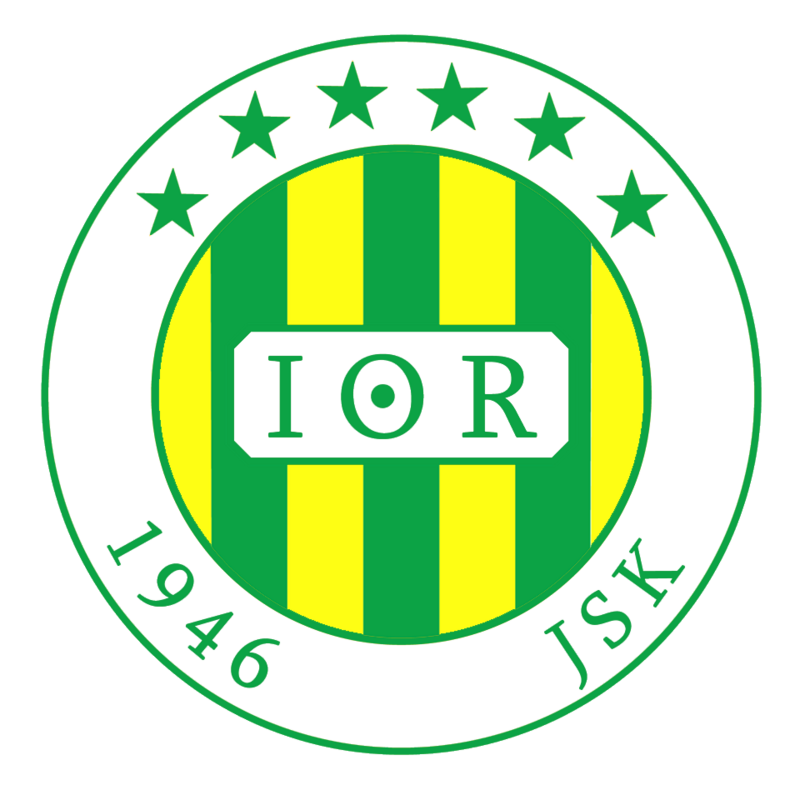
Logo avec six étoiles (2010-2018)
Logo avec sept étoiles (Depuis 2018)

### Lettres en Tifinagh
Une des particularités de la JSK est l'affirmation de son attachement à ses racines berbères. Sur le blason du club, on voit des glyphes verts dans un rectangle vert, au milieu de bandes de couleurs jaunes et vertes. Il s'agit de lettres en caractères tifinagh, issues de l'alphabet berbère. La première lettre en tifinagh : ⵊ est équivalente à la lettre J en caractère latin, le ⵙ est équivalente à la lettre S et la lettre ⴽ est équivalente à la lettre K en alphabet latin.
En combinant ces trois lettres, on peut donc lire en tifinagh : ⵊⵙⴽ, l'équivalent de JSK en latin.
En Tamazight Mouloud Mammeri a fait une traduction de Jeunesse Sportive de Kabylie en Timeḍrit Tanaddalt n Leqbayel.
- Timeḍrit est un mot Touareg qui veut dire jeunesse où on trouve le fameux proverbe Touareg qui est traduit dans plusieurs langues : almud daɣ tmeḍrit tessalit daf ull asali, almud daɣ tmeɣri tessalit daf ull adehhi qui veut dire l'apprentissage en jeunesse est comme la transcription sur un cœur de roche et l'apprentissage en vieillesse est comme la transcription sur un cœur en sable, contrairement au mot Ilmeẓyen qui veut dire jeunes en kabyle.
- Tanaddalt est le féminin du mot anaddal qui dérive du mot addal qui est aussi un mot Touareg qui veut dire dans un sens local le jeu. Mouloud Mammeri a choisi le mot addal pour Sport et il a gardé le mot urar pour le mot jeu (urar= jeu en kabyle). Aujourd'hui en Berbère on dit anaddal pour sportif et amarir pour joueur.
- Leqbayel veut dire kabyles en français. Pour désigner la Kabylie en Kabyle on utilise Tamurt n Leqbayel qui veut dire le pays des Kabyles en français.

### Symbole amazigh
En plus de la date de fondation et de l'inscription JSK en tifinagh, l'écusson comporte le symbole amazigh en tifinagh : ⵣ. En réalité, c'est la lettre « Yaz », de l'alphabet berbère en caractère tifinagh, qui est l'équivalent de la lettre Z, dans l'alphabet latin.Cette lettre à une grande signification pour les berbères : elle représente un homme libre « Amazigh », car les berbères se nomment eux-mêmes Imazighen, les « hommes libres ». En affichant publiquement ce symbole sur son écusson, la JS Kabylie montre clairement son appartenance à Ce peuple, car la ville du club Tizi Ouzou, fait partie de la Kabylie, et les kabyles sont des Berbères.

### Étoiles
De nombreux clubs de football dans le monde arborent des étoiles sur leur maillot, et la JSK ne fait pas exception à la règle. Les maillots de la JSK comportent 7 étoiles. Chacune de ses étoiles représente une de ses victoires en compétition africaine. La première symbolise sa victoire en Ligue des champions de la CAF (C1), en 1981, la deuxième symbolise la Supercoupe d'Afrique de 1982, la troisième celle (C1) de 1990 ; la quatrième quant à elle représente sa victoire en Coupe d'Afrique des vainqueurs de coupe (C2) 1995 ; et enfin la cinquième, sixième et septième ont pour signification ses trois victoires consécutives en Coupe de la CAF (C3), en 2000, 2001 et 2002.

### Différents maillots portés
Principaux maillots utilisés à domicile par la Jeunesse Sportive de Kabylie (pas d'activité entre 1956 et 1962 pour cause de guerre d'Algérie).
| 1946-1948 |

| 1948-1953 |

| 1953-1955 |

| 1955-1956 |

| 1962-1963 |

| 1963-1964 |

| 1964-1966 |

| 1966-1968 |

| 1968-1972 |

| 1972-1974 |

| 1974-1975 |

| 1975-1977 |

| 1977-1978 |

| 1978-1979 |

| 1979-1982 |

| 1982-1984 |

| 1984-1986 |

| 1986-1988 |

| 1988-1992 |

| 1992-1994 |

| 1994-2000 |

| 2000-2004 |

| 2004-2009 |

| 2009-2010 |

| 2010-2014 |

| 2014-2019 |

| 2019-2020 |

| 2020-2021 |

| 2021-2023 |

| 2023-2024 |

## Structures du club

### Infrastructures

#### Stades
Les Canaris ont connu plusieurs stades dans leur histoire.

##### Stade Oukil-Ramdane
Le stade Oukil-Ramdane est le plus vieux stade de la ville de Tizi Ouzou. Datant de l'époque coloniale, il portait alors le non de stade Arsène-Weinman du nom d'un ancien avocat installé dans l'ancienne rue Saint Eustache de la ville de Tizi-Ouzou dans les années 1920. Cet homme œuvra beaucoup en son temps pour la promotion du sport dans la ville, il avait énormément contribué à l'essor du football dans la ville et fut à l'origine de la réalisation de ce Stade municipal de Tizi-Ouzou. À sa mort, on rebaptisa ce stade en son nom. Ce stade avait pour locataire à cette époque le club colon appelé l'Olympique de Tizi-Ouzou, qui comptait dans ses rangs les futurs fondateurs de la JSK. Dans les années 1940, lorsque JSK fit son apparition, elle l'utilisa également, il s'agit du premier stade où elle évolua, soit de 1946 (depuis l'époque coloniale donc) jusqu'en 1978 (date d'ouverture du Stade du 1er novembre 1954). Ce stade a vu les premiers sacres nationaux de la JSK, et son ascension depuis l'équivalent de la septième division de l'époque coloniale à la nationale une de l'actuel championnat d'Algérie de football. Il porte actuellement le nom d'un ancien joueur du club, Oukil Ramdane, qui évolua en équipe junior et réserve à l'époque coloniale. Cet honneur lui a été fait, parce qu'il mourut durant la Guerre d'Algérie. Il est considéré à la fois comme un martyr du club mais aussi et surtout comme un héros de la révolution algérienne.
Pendant la Guerre d'Algérie, il servait de camp de regroupement, ce qui l'a mis dans un très mauvais état au sortir de la guerre. Le premier président de la JSK, Abtouche Mansour mettra tout en œuvre pour le rendre praticable en vue du premier championnat d'Algérie, le fameux « critérium ». De nos jours, ce stade domicilie le club de l'AS Tizi-Ouzou, ainsi que l'Union sportive de Kabylie, des clubs de divisions inférieures. Parfois, les catégories de jeunes de la JSK y évoluent également.
Outre l'organisation de rencontres sportives, le stade Oukil-Ramdane accueille également de nombreux concerts et plusieurs grands noms de la chanson kabyle s'y sont produits. Actuellement doté d'une capacité de 5 000 places, il a été équipé en 2009 d'un revêtement en tartan et continue d'être utilisé un siècle après son ouverture.

##### Stade du 1er-Novembre-1954
La JSK évolue au stade du 1er-Novembre-1954 depuis son inauguration, le 12 mars 1978, en présence du président de la République algérienne, Houari Boumédiène. Il est la propriété de la municipalité de Tizi Ouzou.
Ce stade connaît plusieurs liftings, comme à l'occasion de la saison 2007-2008, avec la mise en place d'une nouvelle pelouse synthétique de cinquième génération et l'ajout de nouvelles places,.
Le stade devient ainsi le deuxième plus grand stade de Kabylie avec une capacité de 18 000 places, précédé par le stade de l'Unité maghrébine à Béjaïa, à la capacité de 30 000 places, ce qui lui a permis de réaliser plus de 8 millions de dinars algériens de recettes en 2009.
Très critiqué et peu aimé par les Kabyles notamment pour son architecture (une seule tribune couverte, grillage empêchant de voir le match) et l'insécurité qui y règne, le stade du 1er-Novembre-1954 est constamment l'objet de plusieurs projets visant à l'améliorer.

##### Stade du 5-Juillet-1962
La JS Kabylie a joué de nombreuses fois dans ce stade, même s'il n'a jamais été son stade officiel. Il a accueilli les rencontres de championnat face au MC Alger ou les finales de Coupe d'Algérie et de Supercoupe d'Algérie, ainsi que les Coupes d'Afrique des clubs,, vu que le stade n'était pas adapté aux compétitions africaines.
En effet, les finales de la Coupe de la CAF remportées par la JSK l'ont toutes été au stade 5-Juillet-1962 d'Alger,, ainsi que la Coupe d'Afrique des vainqueurs de coupe. Si le record d'affluence au stade a pu être atteint, pour une rencontre de coupe d'Afrique des canaris de plus de 100 000 spectateurs face à un club tunisien, c'est en partie grâce à la capacité de ce stade.

##### Stade Hocine-Aït Ahmed
Le nouveau stade de la JSK est le troisième stade de football du club après le stade Oukil Ramdane (1946-1978) et le stade du 1er novembre 1954 de Tizi-Ouzou (1978-2024). Ce stade a une capacité de 50 766 places.
Il est construit par un groupement d'entreprises composées du groupe espagnol Fomento de Construcciones y Contratas et du groupe algérien ETRHB Haddad avec une valeur estimée à 930 millions de dinars algériens (sois l'équivalent de 9 400 000 €) avec une durée des travaux échelonnée sur 13 ans depuis 2010. La JSK avait réussi à obtenir la promesse de la construction de ce nouveau stade de la part de l'ancien président de la république Abdelaziz Bouteflika, juste après le troisième sacre consécutif du club en Coupe de la CAF de 2002.
Il fut inaugurer le 10 juillet 2024 en présence du président de la république Abdelmadjid Tebboune. 

## Aspects juridiques et économiques

### Aspects juridiques
La JS Kabylie est un club affilié à la FAF. Le club est composé d'une association (CSA) et d'une société (SSPA). Le CSA gère la section amateur.
La société JS Kabylie possède le statut de Société sportive par actions (SSPA) depuis 2010. Cette SSPA comporte une direction et un conseil d'administration servant d'instrument de contrôle de la gestion du club. Elle a vocation à gérer à la fois la section professionnelle de la JSK mais aussi les équipes de jeunes (des moins de douze ans jusqu'à l'équipe réserve).

### Organigramme
| Noms                | Fonctions                                                              |
| ------------------- | ---------------------------------------------------------------------- |
| ATM Mobilis         | Propriétaire                                                           |
| El Hadi Ould Ali    | Président                                                              |
| Youcef Saadi        | Coordinateur Sportif                                                   |
| Hakim Medane        | Directeur Général                                                      |
| Marzouk Brahimi     | Secrétaire Général                                                     |
| karim Doudane       | Manager Général                                                        |
| Djaffar Aït Mouloud | Président CSA                                                          |
| Mourad Karouf       | Directeur Technique Sportif (DTS) Catégorie Jeunes et Section Féminine |
| Samir Ait Taleb     | Coordinateur Jeunes                                                    |
| Tewfik Smail        | Entraîneur Jeunes                                                      |
| Omar Hamenad        | Entraîneur des gardiens de but Jeunes                                  |

### Aspects économiques

#### Sponsors et équipementiers
Si le budget de la JS Kabylie est conséquent et parmi les plus élevés d'Algérie et d'Afrique, c'est en partie grâce aux sponsors. La JSK dispose de plusieurs sponsors sur son maillot.
Le sponsor principal depuis 1993, le constructeur automobile français Peugeot, est rejoint depuis le début de la 2010-2011 par l'opérateur de téléphonie mobile algérien Nedjma, qui est également le partenaire de 5 autres clubs algériens et qui donne son nom au championnat d'Algérie. Les autres sponsors sont l'entreprise publique algérienne pétrolière Sonatrach, sponsor maillot depuis 1997, situé en haut à droite du maillot au-dessus du logo de l'équipementier Erreà. Le logo de Nedjma présent depuis janvier 2010 est situé sur le maillot et sur le short. Il y a aussi l'entreprise agroalimentaire Cevital, sur l'épaule gauche depuis 2008 et celui de l'ENAP sur l'épaule droite. Le logo d'Echourouk, un journal algérien, est situé à l'arrière du maillot en dessous du groupe numéro et nom du joueur depuis 2009. Enfin, au-dessus des numéros des joueurs, la laiterie Hodna Lait est présente.
Parmi les anciens sponsors, on trouve le groupe Tahkout Mahieddine Transport entre 2007 et 2010, le groupe Orascom Telecom Algérie avec sa filiale Djezzy de 2005 à 2009, ainsi que la Laiterie Soummam avant 2010.
En ce qui concerne les équipementiers, Lotto (2005-2009), Erreà (2009-2011), puis Altea (2011-2012) se succèdent à la confection des maillots du club kabyle. Adidas prend la relève fin 2012 pour trois saisons. En novembre 2015, la JSK signe un contrat de cinq ans avec l'équipementier espagnol Luanvi.
Pour la saison 2020-2021, le club décide de devenir son propre équipementier à travers la création d'Uzzoo, marque qu'il créé lui-même et qu'il destine à habiller ses équipes jeunes et première. Uzzoo calque son identité visuelle sur celle de la JSK : son nom fait référence à une plante très répandue en Kabylie dont les feuilles sont de couleur jaune et verte ; son logo fait apparaitre le nom de la marque au bout duquel vient s'arc-bouter un canari aux ailes déployées. Uzzoo ambitionnait d'équiper d'autres équipes en Kabylie et en Algérie. 
Finalement, à la suite d'un contentieux entre Uzzoo et la nouvelle direction de la JSK, le club retourne dès la saison suivante vers des équipementiers plus conventionnels : Joma (2021-2022), Hummel (2022-2023), Kappa (2023-2024).
| Période   | Equipementier  | Sponsors Maillot                                        |
| --------- | -------------- | ------------------------------------------------------- |
| 1998-1999 | Uhlsport       | Peugeot                                                 |
| 1999-2003 | Cirta Sport    | Peugeot, Ifri, Groupe Khalifa                           |
| 2003-2005 | Le Coq Sportif | Peugeot, Sonatrach, Blanky                              |
| 2005-2009 | Lotto          | Peugeot, Djezzy, Transports Tahkout Mahiedinne, Soummam |
| 2009-2011 | Erreà          | Peugeot, Djezzy, Soummam                                |
| 2011-2012 | Altea          |                                                         |
| 2012-2015 | Adidas         | Nedjma, Ooredoo, Cevital                                |
| 2015-2020 | Luanvi         | Ooredoo                                                 |
| 2020-2021 | Uzzoo          | Cosider, Cevital, Soummam                               |
| 2021-2022 | Joma           | Mobilis, Condor, Cevital                                |
| 2022-2023 | Hummel         | Mobilis                                                 |
| 2023-2024 | Kappa          | Mobilis                                                 |

## Culture populaire

### Localisation
La JSK est le club le plus populaire d'Algérie, son implantation régionale est complexe, à l'origine c'est le club de la ville de Tizi Ouzou. Au fur et à mesure de son ascension, le club devient populaire dans l'ensemble de la Kabylie ainsi que chez les kabyles d'Alger. Afin de distinguer la JSK de l'autre club kabyle de l'élite, la JSM Bejaïa, on qualifie communément la JS Kabylie de club phare de la Djurdjura, et on dit que c'est le club de la Soummam en référence à la Vallée de la Soummam.
La JSK fait partie de l'Afrique du Nord géographiquement, et fait partie de la sous-confédération africaine de football, l'UNAF. Selon la FIFA, la JSK est un club très important en Afrique, d'une part parce qu'il représente le gros des victoires africaines du football algérien, mais aussi parce qu'il représente le football du peuple berbère. Bien qu'il représente une place forte du football algérien et nord-africain, il n'en demeure pas moins le seul club berbère à ce niveau en Afrique.
| \| Tizi Ouzou \| Localisation de la ville de Tizi Ouzou |
| Tizi Ouzou                                              |

La localisation du club s'insère dans un contexte historique très complexe à définir. Son siège se situe à Tizi Ouzou, une ville dans le Nord de l’Algérie qui se trouve dans la région de la Kabylie. À sa création en 1946, les dirigeants optèrent pour la dénomination "Jeunesse Sportive de Kabylie". Ceux-ci avaient pour but de donner à leur association sportive une portée et une dimension beaucoup plus large que le simple cadre de la ville de Tizi-Ouzou; que l'on peut voir comme une invitation lancée à la jeunesse kabyle pour la pratique du sport. Le terme « Kabylie » dérive de « Kabyle », que l'étymologie la plus couramment admise fait dériver de l'arabe qabā'il, pluriel de qabila, « tribu ». Dans l'histoire précoloniale de l'Afrique du Nord, la tribu est la forme d'organisation sociale qui s'est maintenue contre ou malgré toutes les tentatives de soumission des États (makhzen) émergents. Les berbérophones de la région la nomment en kabyle « Tamurt n Leqbayel » (en tifinagh : ⵜⴰⵎⵓⵔⵜ ⵏ ⵍⴻⴽⴱⴰⵢⴻⵍ), « le pays des Kabyles », ou plus simplement « Tamurt », qui signifie « la terre natale », « la patrie ».
Au milieu du XIXe siècle on considérait la Kabylie comme l'ensemble géographique formé des montagnes de l'Atlas tellien entre Alger et Constantine, autour des massifs du Djurdjura et des Babors; et kabyle toute personne berbérophone habitant dans cet espace. Le 9 décembre 1848, l'administration coloniale décide de départementaliser l'Algérie et publie un arrêté qui fixe les limites départementales du pays. La façade maritime est alors subdivisée en trois grands départements que sont les départements d'Oran, de Constantine et d'Alger. Ce dernier comprend à sa création cinq arrondissements que sont les villes d'Alger, Aumale, Blida, Médéa, Miliana et Orléanville. Un décret du 11 septembre 1873 stipule la création d'un sixième arrondissement en intégrant la ville de Tizi-Ouzou. Deux autres arrondissements sont créés lors d'un décret du 28 août 1955 en intégrant les villes de Bouira et Fort-National. La région de la Kabylie se trouve alors morcelée en deux entités, la Grande Kabylie dont le territoire se trouve sous l'autorité du département d'Alger et la Petite Kabylie sous l'autorité du département de Constantine.
C'est pour cela qu'au début de son existence, la Jeunesse Sportive de Kabylie, dont le siège se trouve à Tizi-Ouzou est considérée comme une équipe algéroise car affiliée à la Ligue d'Alger de Football Association, organisme gérant les compétitions de football de tout le département d'Alger. Le 28 janvier 1956, une réforme administrative visant à tenir compte de la forte croissance démographique qu'avait connu le pays, amputa le département d'Alger de son arrière-pays et créant ainsi le 20 mai 1957, trois départements supplémentaires : le département de Médéa, le département d'Orléansville et le département de Tizi-Ouzou. Ce dernier, à l'indépendance du pays, est maintenu dans son cadre géographique et ses fonctions administratives pour devenir la Wilaya de Tizi Ouzou. Lorsque le club change de nom en 1977 dans le cadre d'une réforme sportive visant les clubs de football à devenir professionnels (Associations Sportives de Performances ou ASP) au travers d'un sponsor national, celui-ci prit le nom de « Jeunesse Électronique de Tizi-Ouzou » car soutenu financièrement par la compagnie nationale d'électricité, la Soneclec ; il est alors identifié comme étant le club de la ville de Tizi-Ouzou. Toutefois quand le club reprend son nom d'origine en 1989, il redevient le club adopté par toute la Kabylie. C'est donc à travers ce contexte géographique et historique très complexe que se situe le positionnement de la JSK dans le paysage algérien.

### Groupe de supporteurs

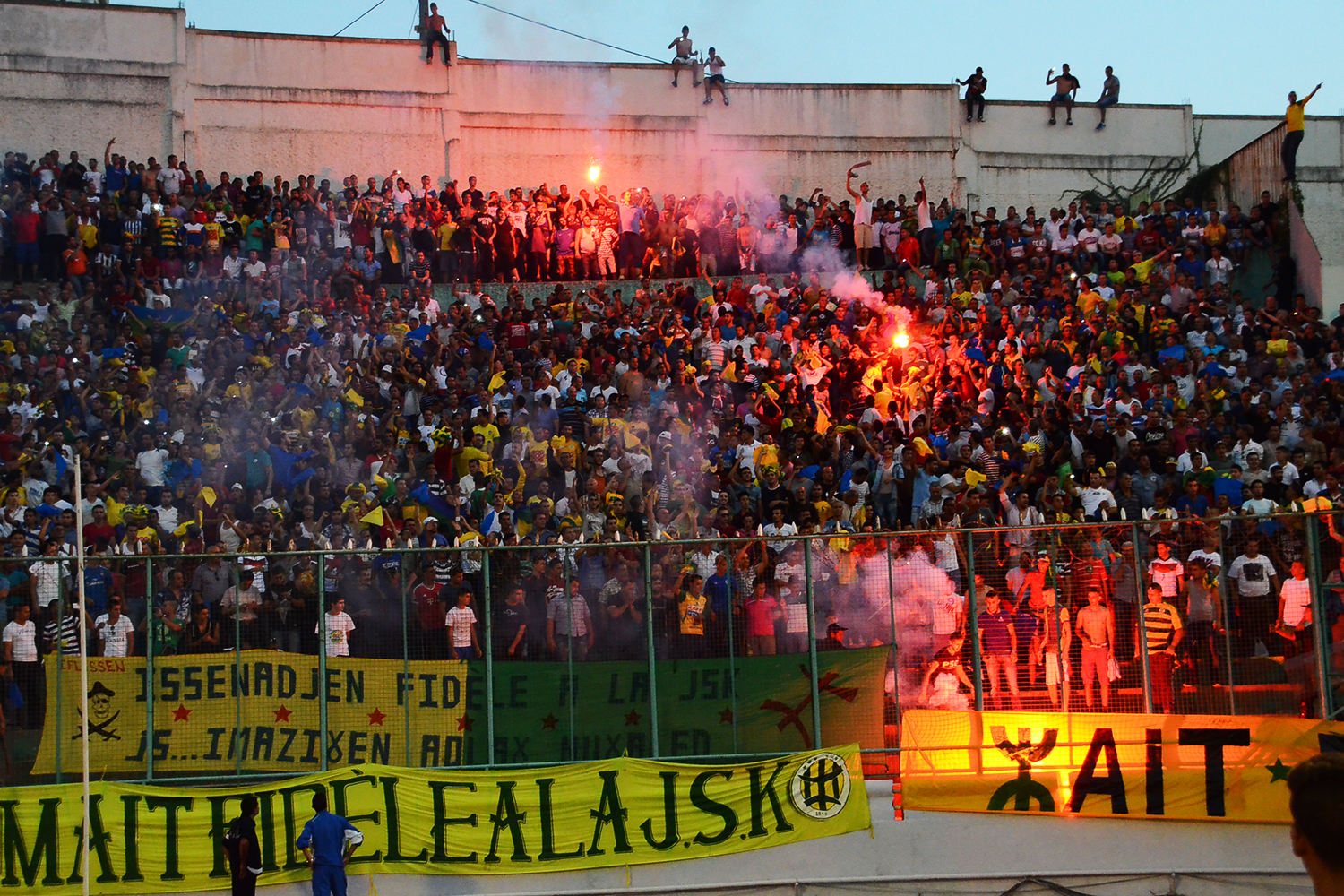
Supporters de la JS Kabylie au stade du 1er-Novembre-1954

#### Dans le pays et à travers le monde
La JSK a su conquérir de nombreux titres tant nationaux qu'internationaux, mais aussi le cœur de nombreux algériens et berbères à travers le monde. Le « club phare de la Kabylie » comme il est surnommé, possède de nombreux supporters et fans en Algérie mais aussi à l'étranger. Ils sont nombreux en Kabylie, de Bouira et Tizi Ouzou à Béjaïa en passant par les grandes villes comme Alger, Oran ou encore Bordj Bou Arreridj.
À l'étranger, les amoureux de la JSK se trouvent dans deux courants principaux. Il y a tout d'abord les grandes villes occidentales où les immigrés algériens d'origine kabyles sont présents. Les plus nombreux sont en France comme à Paris, Marseille et Lyon. Il y en a également au Canada à Montréal et en Angleterre à Londres. Ensuite, la réputation du club d'origine berbère se fait connaître au-delà des frontières nationales et intéresse les peuples berbères dans d'autres pays. Ceux-ci la soutienne par fierté ethnique, comme au Maroc par exemple dont la population est à 80 % de berbère, alors que ce pays a toujours entretenu des relations diplomatiques difficiles avec l'Algérie. Ces peuples s'y intéressent donc par solidarité mais aussi par fierté et respect des supporters algériens de la JSK qui scandent et louent des slogans pour le peuple berbère ou Amazigh tout entier tel que : « Anwa wigui ? Imazighen ! » (Qui sommes nous ? Des « Imazighen » !), « Imazighen » pluriel de Amazigh en kabyle signifiant « homme libre ».
Parmi les nombreuses villes et villages d'Algérie connus pour leur fidélité aux Canaris, les supporters du club sont notamment présents en Kabylie à Azazga, Béjaïa (Tichy, Akbou, Leflaye, Sidi-Aïch, Amizour, Takrietz et Chemini), Bouïra et Tizi Ouzou (dans la nouvelle ville, la Haute ville, et les quartiers des eucalyptus et des Genêts). Ils sont nombreux aussi à Ain-Oussera dans le département de Djelfa. Ils sont aussi présents à Alger (Ain Benian, El Mouradia, Birkhadem et Baba Hassen), puis à Oran et Bordj-Bou-Arreridj.
Ces derniers ont prouvé plusieurs fois leur fidélité à la JSK en élevant des banderoles qu'ils accrochent dans les tribunes du Stade du 1er novembre 1954, à chaque fois que l'équipe joue, que ce soit à Tizi Ouzou, Alger ou dans les autres villes algériennes. Malgré la présence ces derniers temps de l'autre club de Kabylie, la JSM Béjaïa, dans l'élite, la JSK continue de représenter la majorité de la population kabyle, fière de son histoire et de ses victoires historiques en compétitions.

#### Les Ultras de la JSK
L'Ultras Kabylie Boys fut créée en 2009, c'est la première organisation ultras de la JSK. Elle est connue pour sa fidélité, elle a toujours été présente avec le club soit en Algérie ou à l'étranger (l'ultras était présente en octobre 2013 au Maroc lors du match d'ouverture du Grand stade d'Agadir). Cette organisation ultras est aussi connue pour le chauvinisme de ses membres, ils ont un grand amour pour leur club. En 2011, une autre organisation ultras est créée : " Samba Boys 11 ", elle travaille deux ans pour la JSK avant la création de deux autres Ultras : « Amazigh Crowd 13 » et « The Leader ». En 2015, une nouvelle organisation ultras a été créée sous le nom de ultras "Iflissen Umellil".
Ces cinq groupes ultras se réunissent à la tribune sud du stade Hocine-Aït-Ahmed.

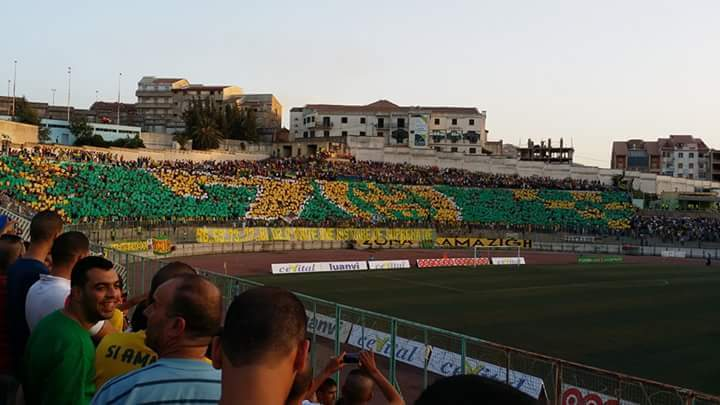
Tifo en ZONA AMAZIGH (pour les 70 ans du club) contre le MC Alger

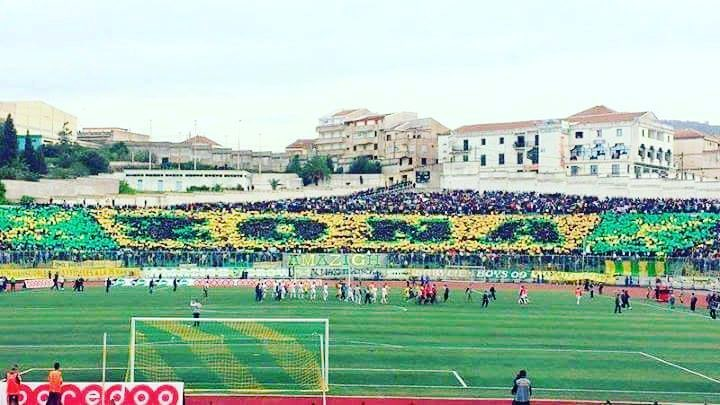
Tifo de Virage Zona Amazigh 2014

Il y a cinq groupes de supporters :
| Nom                     | Abréviation | Date de création | Emplacement du stade |
| ----------------------- | ----------- | ---------------- | -------------------- |
| Ultras Kabylie Boys     | UKB         | 2009             | Tribune sud          |
| Ultras Samba Boys 11    | USB 11      | 2011             | Tribune sud          |
| Amazigh Crowd 13        | AC 13       | 2013             | Tribune sud          |
| Ultras The Leader       | UTL         | 2013             | Tribune sud          |
| Ultras Iflissen Umellil | UIU         | 2015             | Tribune sud          |

#### Comité de supporteurs
Avec l'arrivée de Chérif Mellal à la tête de la direction en 2018, il y avait un projet en cours de créer des comités de supporteurs pour chaque daïra des communes de Kabylie (Tizi-Ouzou, Bouira, Béjaïa, etc.)

### Rivalités

#### La rivalité régionale
La JSM Bejaïa (Jeunesse Sportive Madinet Bejaïa) est l'autre club de la Kabylie. Il existe depuis plus longtemps que celui de la JSK et sa fondation remonte à 1936. Il est implanté en petite Kabylie dans la ville de Béjaïa.

#### La rivalité nationale
Le deuxième club le plus titré derrière la JSK est un autre club algérois, le MC Alger. Ce sont les frères-ennemis du championnat, et les supporters des deux clubs refusent de voir leurs équipes perdre face à l'adversaire. Cette rivalité historique est renforcée également par l'histoire commune des deux clubs à l'époque coloniale. Le MCA a grandement aidé la JSK à se structurer durant la période coloniale, en leur fournissant du matériel sportif, parce que l'administration française refusait de voter des subventions financières pour ce club musulman, préférant aider plutôt le club colonial de l'Olympique Tizi-Ouzou.
Mais la montée en puissance fulgurante de la JSK a contrarié les plans du MCA qui était, en première division, le club le plus titré et le plus populaire d'Algérie. Ce prestige vient sans doute du fait que le MCA avait activement participé à la contestation coloniale, d'une part en gagnant des titres à l'époque coloniale face à des clubs de football colons (deux Ligues d'Alger et deux Coupes Forconi) et d'autre part pour avoir fourni de nombreux joueurs qui intégrèrent l'équipe de football du FLN. Le MCA est également adulé par avoir été le premier club algérien vainqueur en Coupe d'Afrique des clubs champions. Ce match est considéré comme le « classico » (classique) du football algérien. C'est le match entre les deux clubs les plus titrés d'Algérie.

## Autres équipes

### Sections jeunes
| Palmarès des équipes de jeunes |
| --- |
| Équipe Espoir - Coupe de la Ligue d'Algérie U21 (1) - Vainqueur : 2024. - Supercoupe d'Algérie U21 (1) - Vainqueur : 2024. Équipe Junior - Coupe d'Algérie Junior (2) - Vainqueur : 1980 et 1985. - Finaliste : 1979, 1984 et 1987. Équipe Cadette - Championnat d'Algérie U18 (2) - Vainqueur : 2011 et 2024. - Championnat d'Algérie U17 (1) - Vainqueur : 2011. - Coupe d'Algérie Cadette (3) - Vainqueur : 1996, 2000 et 2001. Équipe Minime - Coupe d'Algérie Minime (4) - Vainqueur : 1978, 2005, 2023 et 2024. - Finaliste : 1979, 2006 et 2017. |

### Section féminine
| Palmarès de l'équipe féminine                                                                                               |
| --- |
| - Championnat d'Algérie (2) - Championne : 1999 et 2002. - Vice-championne : 2007. - Coupe d'Algérie (1) - Vainqueur : 2025 |

De sa création lors de la saison 1994-1995 jusqu'à la saison 2009-2010, la JSK a eu une équipe féminine sous son giron.
Elle s'appelait l'APDSF Tizi-Ouzou (Association pour le développement du sport féminin Tizi-Ouzou).
Elle existe toujours sous ce même nom mais n'est plus affiliée à la JSK à la suite d'une décision du président de la JSK Mohand Chérif Hannachi.
L'équipe a été sacrée championne d'Algérie en 1999 et 2002. C'est la seule équipe à avoir été championne d'Algérie hormis l'ASE Alger Centre qui a remporté les 10 autres titres féminins mis en jeu depuis 1998.
En 2024, la section féminine est remis en place suite à l'éxigence de la CAF d'avoir une section féminine pour que les clubs puissent participer aux compétitions africaines.
En 2025, elle obtienne leurs monter en premiére division et gagne la Coupe d'Algérie pour la premiere fois.